# Opel Astra F
Der Astra F ist ein von Sommer 1991 bis Frühjahr 1998 (Cabrio bis Anfang 2000) produzierter Fahrzeugtyp der Kompaktklasse des Automobilherstellers Opel. Er ist der Nachfolger des Opel Kadett E und das sechste Modell der Reihe Opel Kadett/Astra und basiert wie sein Vorgänger auf der GM-T Plattform (1979).
Ein Facelift erfolgte im Sommer 1994. Der Astra F wurde für den mittelosteuropäischen Raum als „Astra Classic“ im polnischen GM-Werk Gliwice (Gleiwitz) noch bis Sommer 2002 hergestellt.

## Modellgeschichte

### Allgemeines
Mit Einführung des Astra wurde die traditionsreiche Modellbezeichnung Kadett ersetzt. Dies geschah, weil Opel in den 1990er Jahren bei Modellwechseln alle bisherigen Modellbezeichnungen durch Kunstnamen ersetzte, die auf „a“ endeten (wie z. B. Vectra, Omega und Calibra). Durch den neuen Namen sollte ein neues, positives Markenimage aufgebaut werden. In Umfragen wurde Astra meist mit Technik und Raumfahrt assoziiert. Der Buchstabe, der die Modellreihe angibt, wurde allerdings fortgeführt, weshalb das erste Astra-Modell die offizielle Bezeichnung Astra F bekam. In Großbritannien wurde der Kadett bereits seit dem Kadett D von 1980 als „Vauxhall Astra“ (statt D wurde MK1 als Generationenbezeichnung verwendet) verkauft.
Die Ausmusterung der Kadett E führte schließlich dazu, dass die Führung von General Motors eine einheitliche Namensgebung zwischen Opel und Vauxhall umsetzte. Bereits in den 1970er Jahren hatte General Motors Pläne zur Vereinheitlichung der Modellnamen entwickelt, die mit der Opel Kadett D (1979) als Vauxhall Astra im britischen Markt begonnen hatten und mit der Opel Kadett E (1984) fortgesetzt wurden. Das Nachfolgemodell der Kadett E erhielt daher den Namen Opel Astra. In Großbritannien blieb zwar die Marke Vauxhall bestehen, jedoch wurden dort abweichende Kriterien für die Bezeichnung der Modellserien verwendet.

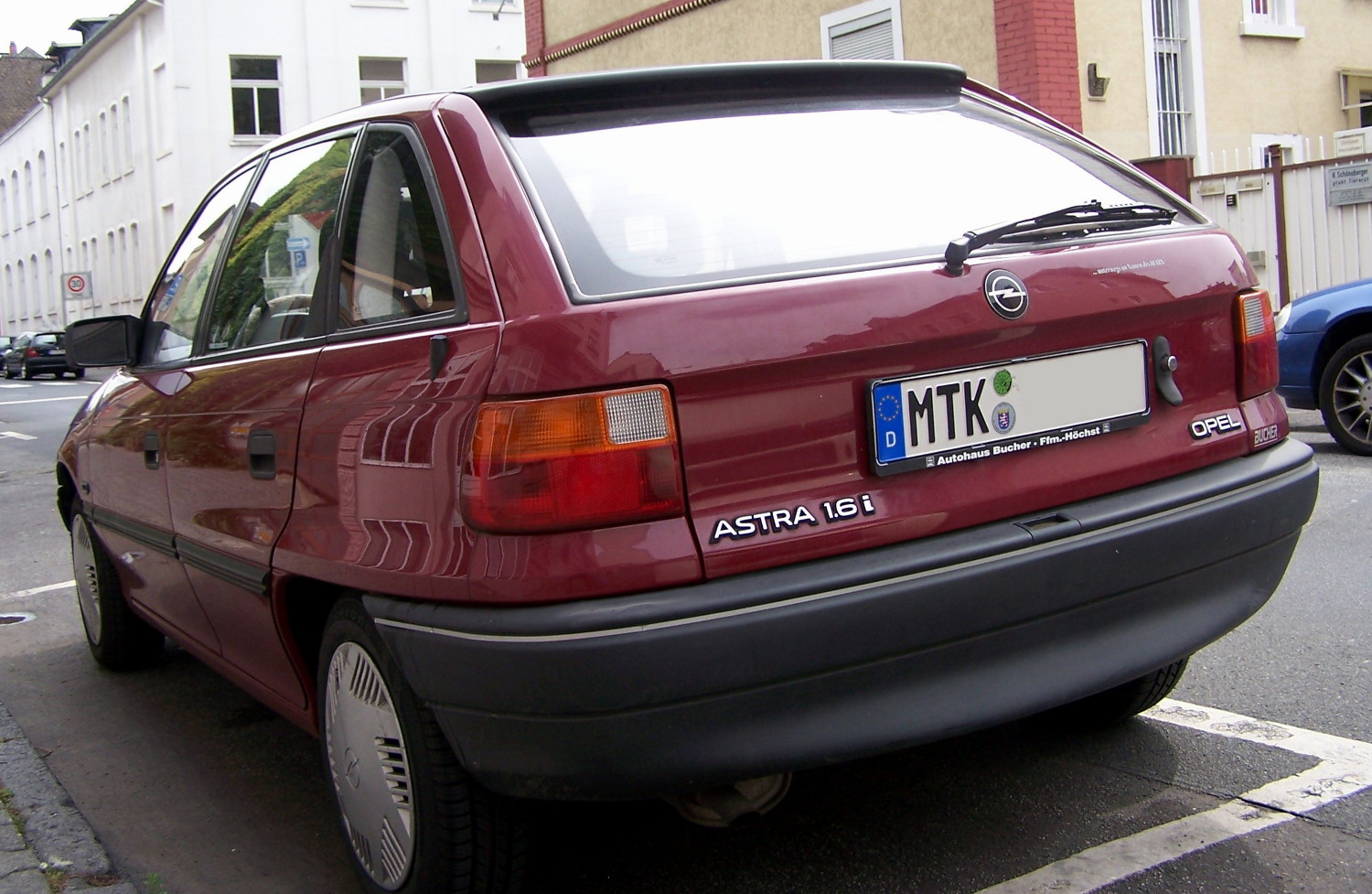
Heckansicht Fünftürer (1991–1994)
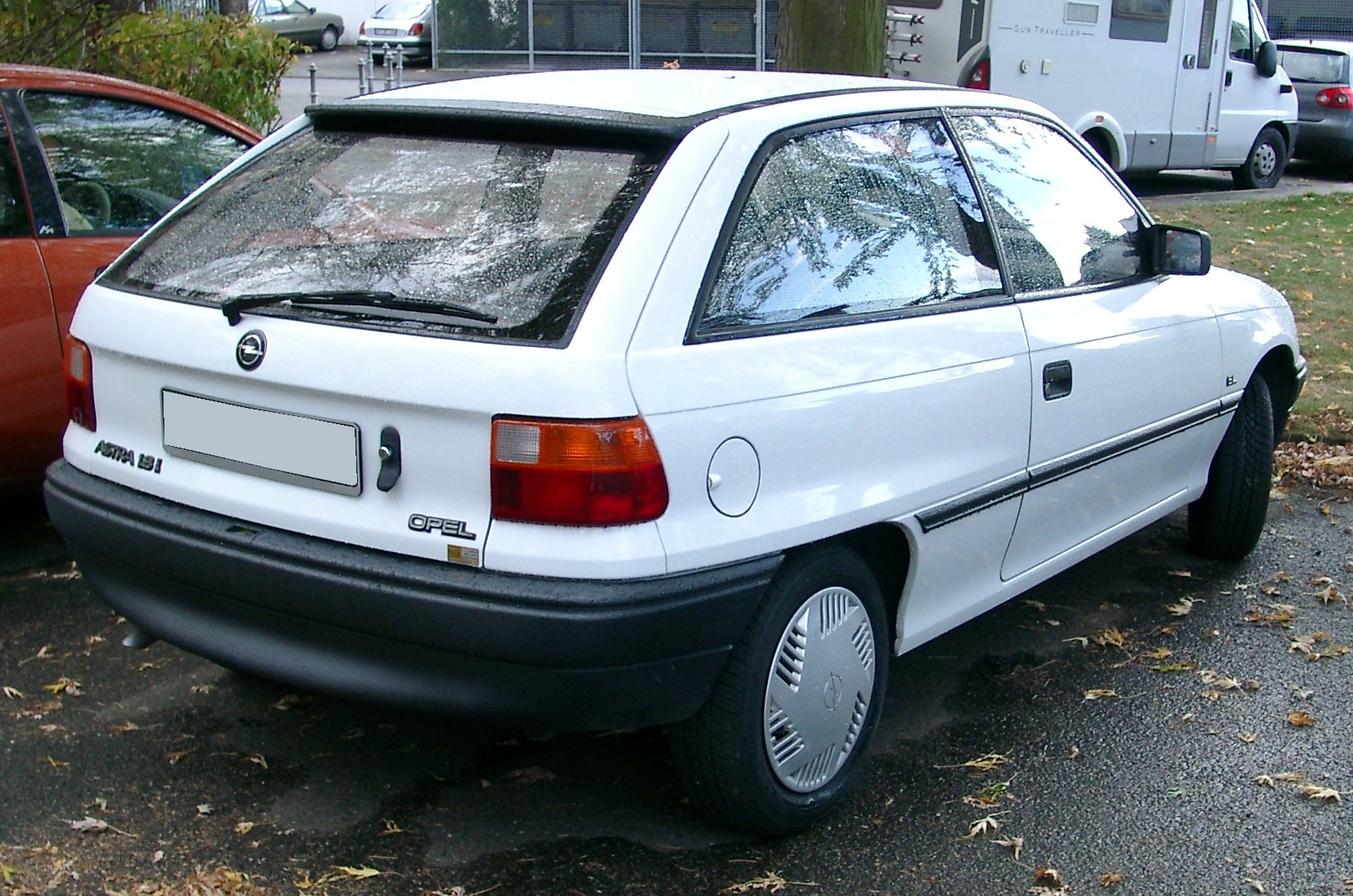
Opel Astra Dreitürer (1991–1994)
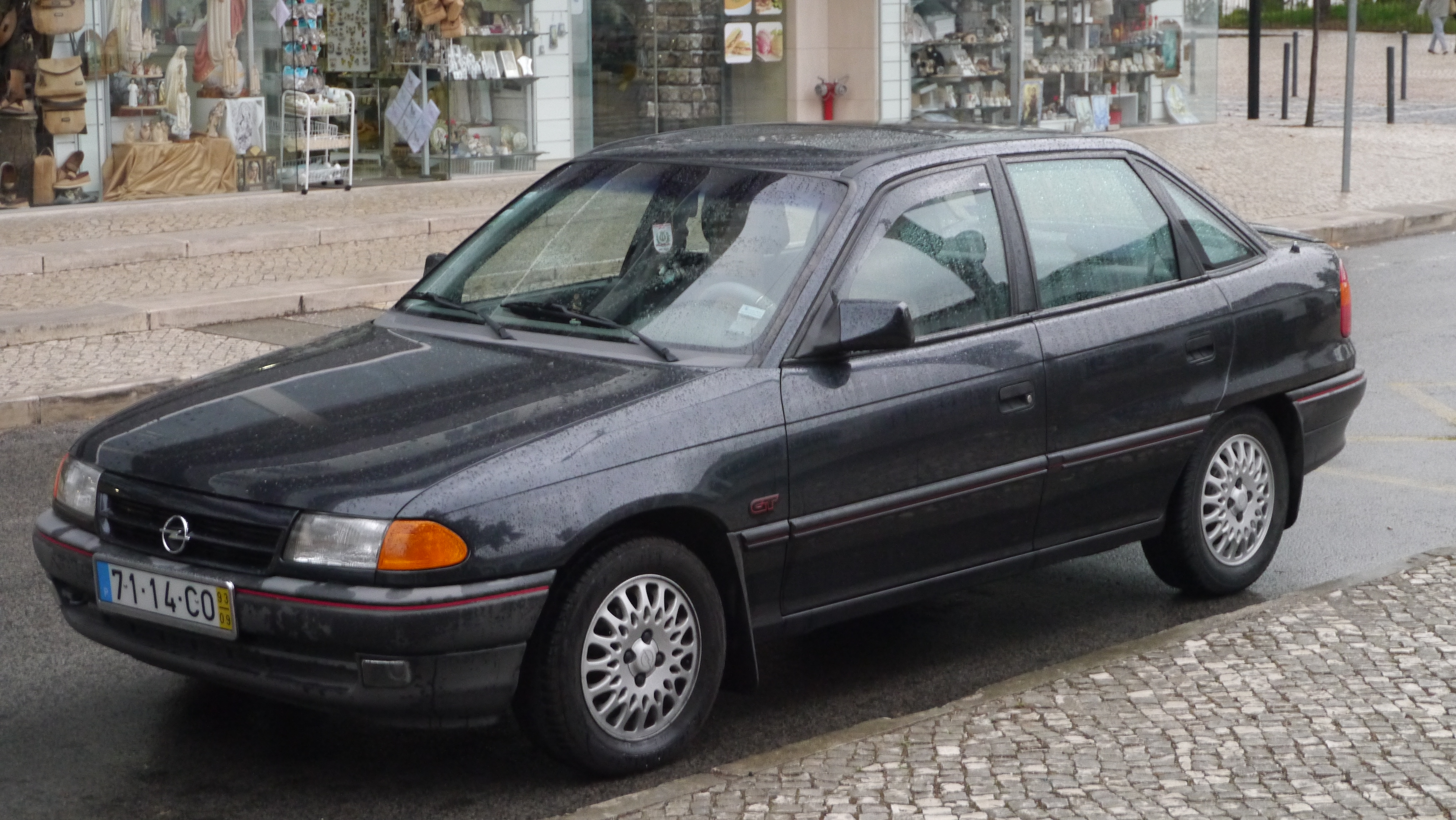
Opel Astra GT Stufenheck
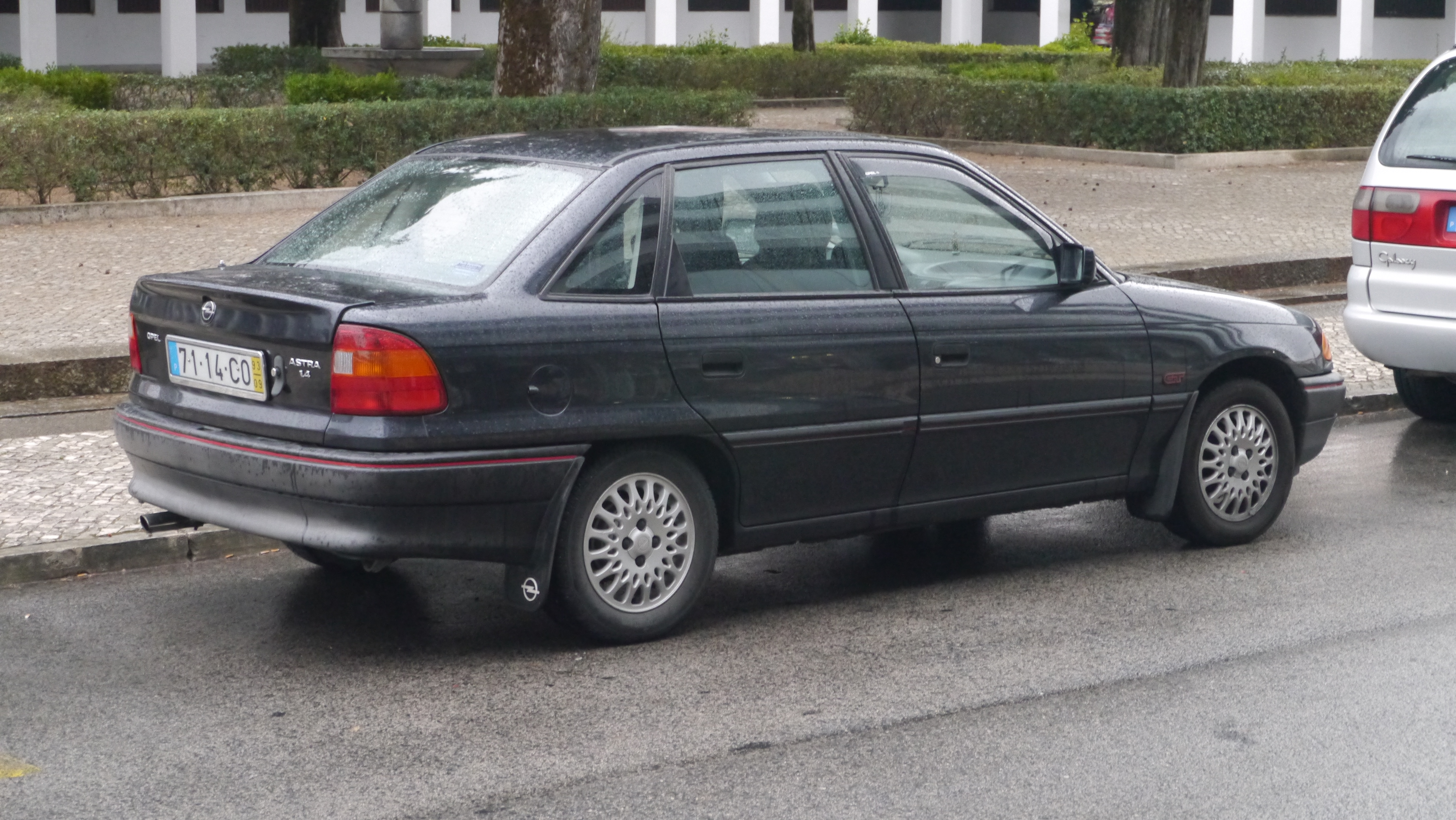
Heckansicht
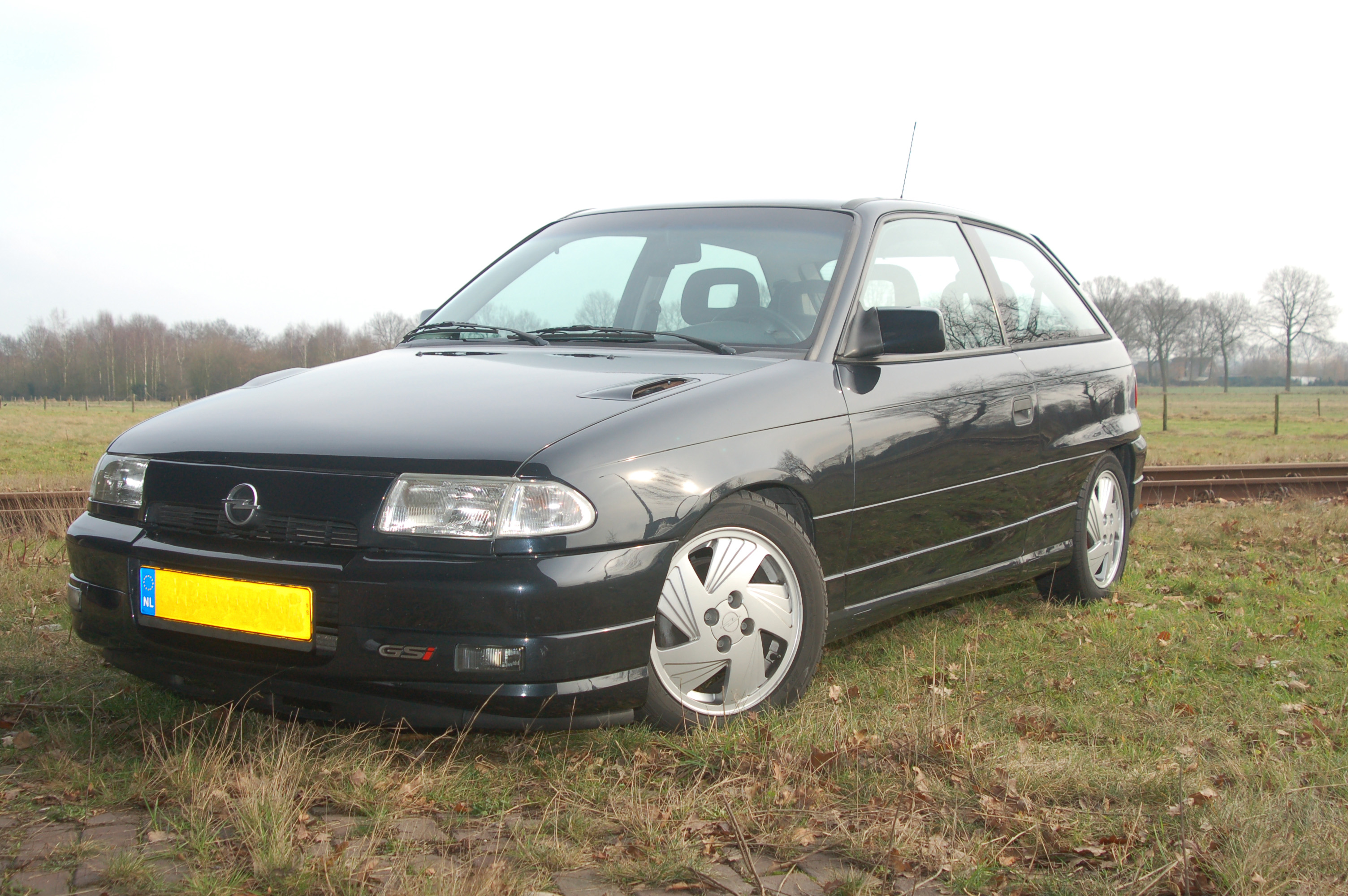
Opel Astra GSi (1991–1994)
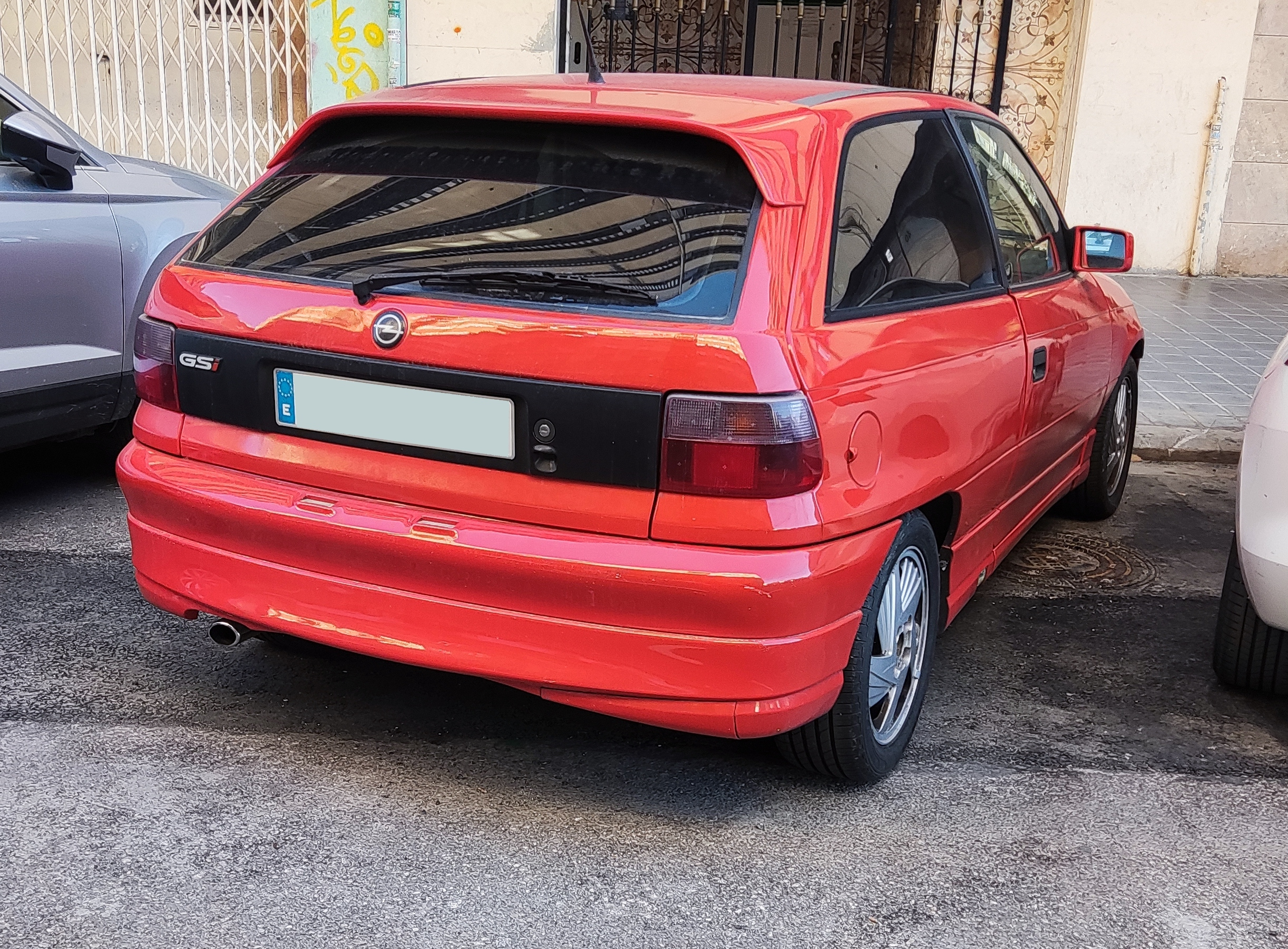
Heckansicht
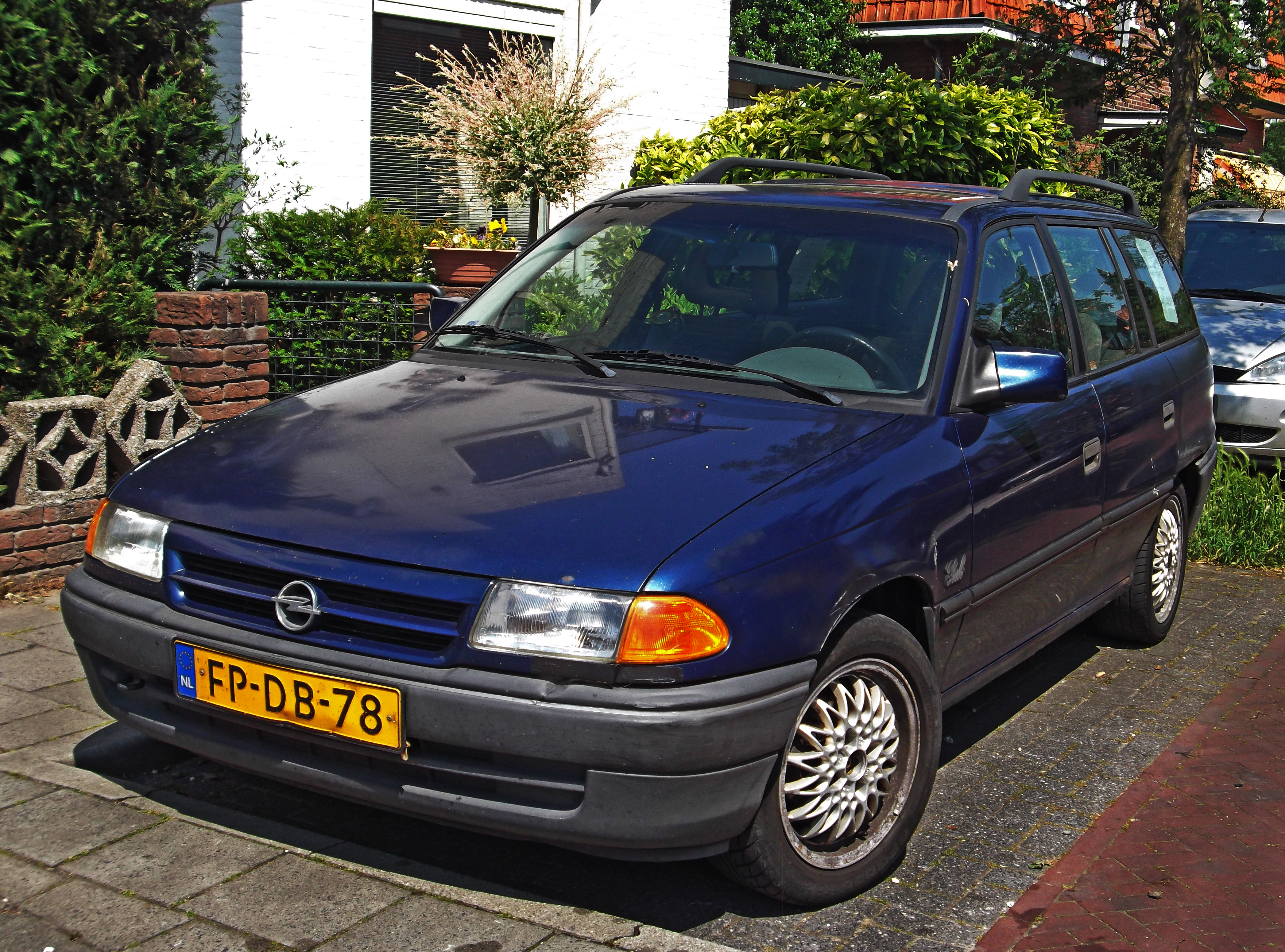
Opel Astra 1.6 Club Caravan
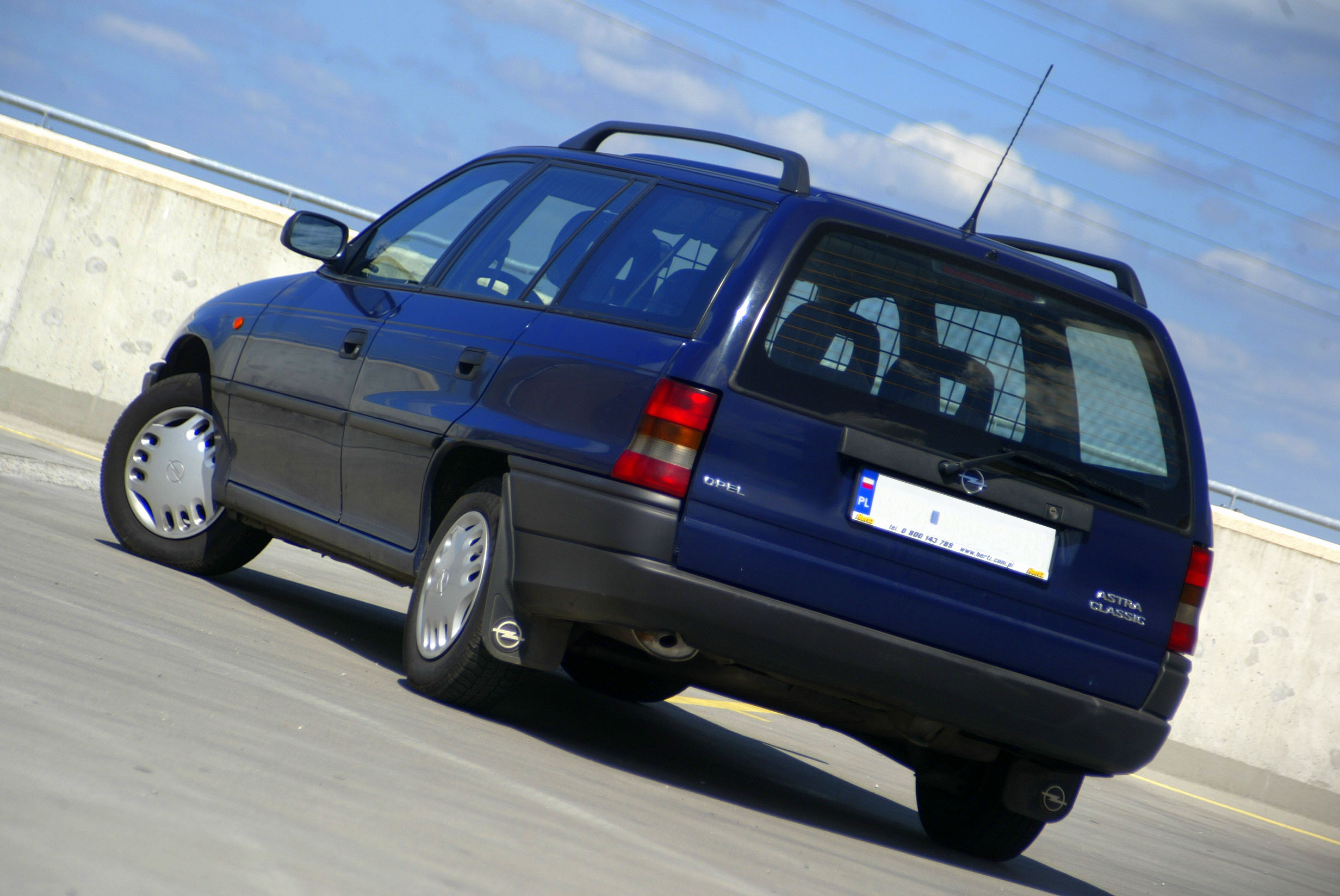
Heckansicht
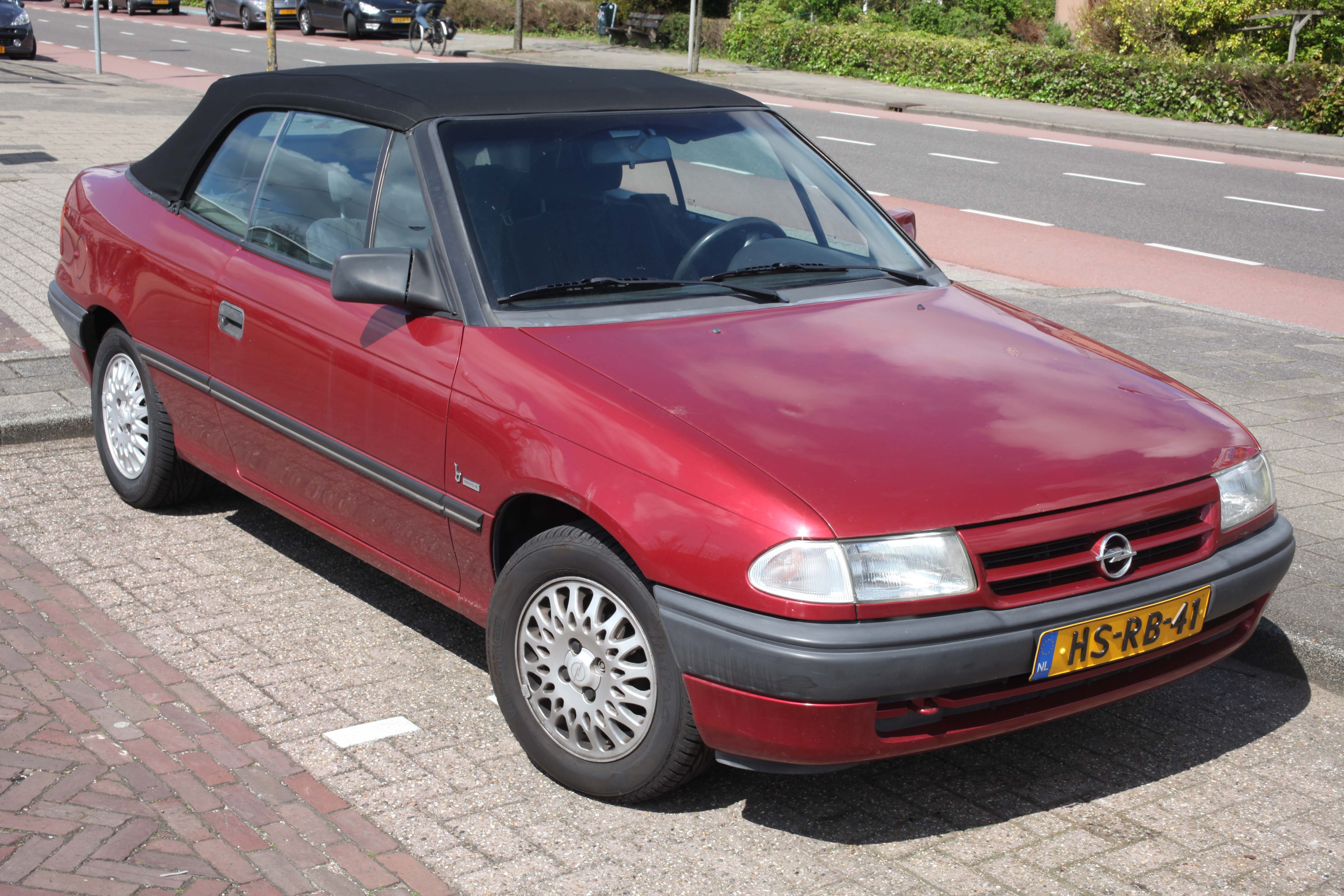
Opel Astra Bertone Cabriolet
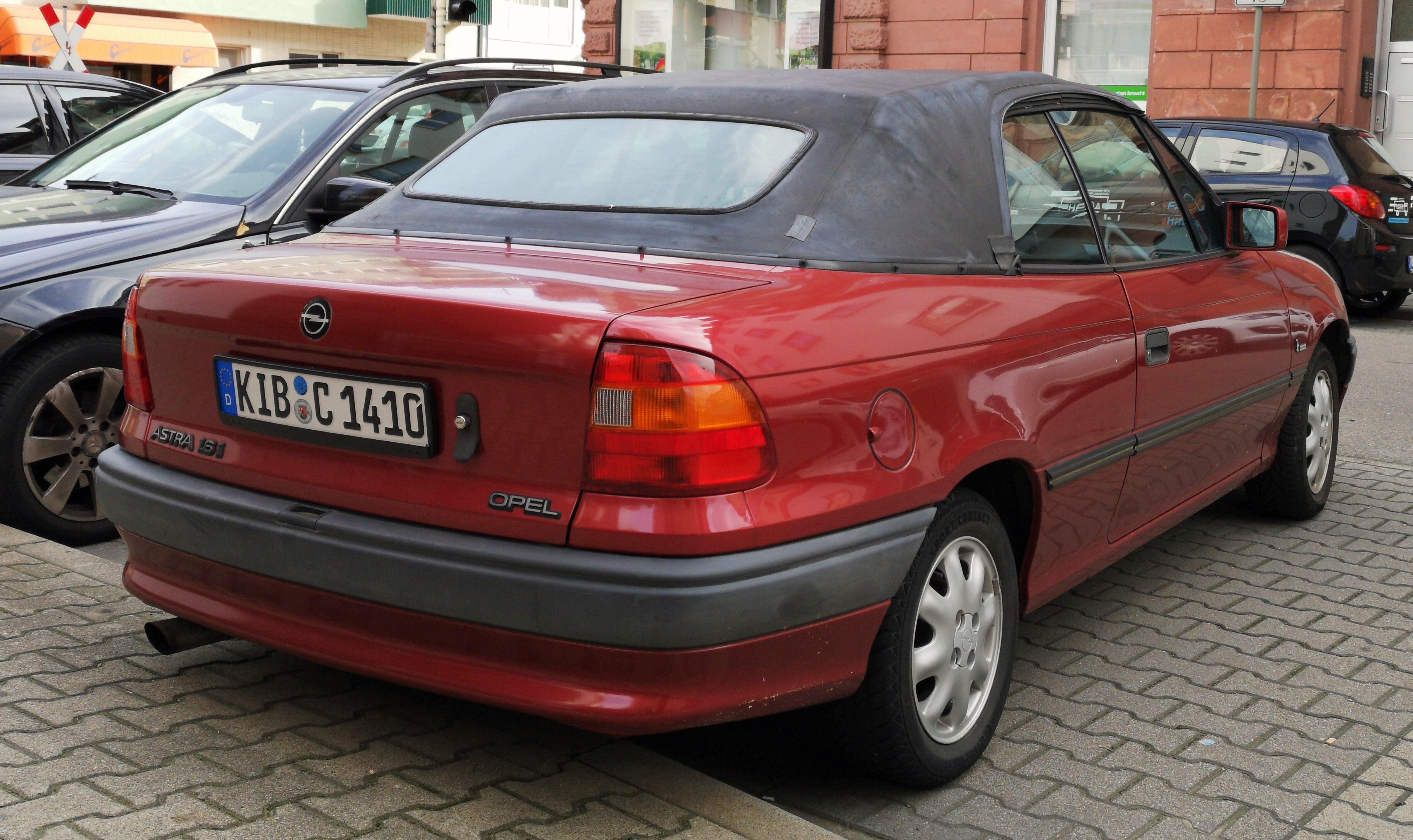
Heckansicht

### Einführung und Entwicklung
Die Opel Astra F wurde im September 1991 erstmals vorgestellt und war zunächst als drei- bzw. fünftürige Schräghecklimousine erhältlich, während der fünftürige Caravan im Oktober 1991 folgte. Im Mai 1992 gelangte die klassische Stufenhecklimousine zu den Händlern. Das Cabriolet, das wie der offene Kadett E bei Bertone entworfen wurde, komplettierte im August 1993 das Programm. Auf den ersten Blick erinnerte das Design an den Vorgänger Opel Kadett E, von dem sie wie eine stark überarbeitete Version wirkte. Dies war eine bewusste Entscheidung, um die erfolgreichen Linien der Kadett E, die sich guter Verkaufszahlen erfreute, nicht komplett aufzugeben.
Die Motorenpalette reichte vom 1,4-Liter-Motor C14NZ mit 60 PS bis zum 2,0-Liter-DOHC-Motor C20XE mit 150 PS in der sportlichen GSi-Version. Im Dezember 1991 wurde die Modellreihe um eine Dieselvariante mit dem 1,7-Liter-Motor 17YD und 57 PS ergänzt, die Ende 1992 auf 60 PS gesteigert wurde. Die Benzinmotoren waren durchweg mit elektronischer Einspritzung ausgestattet, wobei im ersten Produktionsjahr auf einigen Märkten (nicht jedoch in Italien und Österreich) auch ein 1,4-Liter-Vergasermotor mit 75 PS angeboten wurde. In der Regel waren die Motoren mit einem 5-Gang-Schaltgetriebe kombiniert, optional war auf bestimmten Versionen ein 4-Gang-Automatikgetriebe erhältlich. Weitere Motoren wurden im Laufe der Zeit eingeführt, darunter ein 1,6-Liter-Motor mit 100 PS (1992), ein 1,8-Liter-DOHC-Motor mit 125 PS (1993) und ein 1,7-Liter-Turbodiesel mit 82 PS von Isuzu (1992), der den 1,5-Liter-TD der Kadett E ablöste.
Der Astra Caravan konkurrierte erfolgreich mit Modellen wie dem Ford Escort Turnier und war der meistverkaufte Kombi im Kompaktsegment.
Im Jahr 1994 gab es mechanische Updates, darunter der Wechsel von Öl- zu Gasdruckstoßdämpfern, sowie neue DOHC-Motoren mit 1,6 und 1,8 Litern. Ab 1996 kamen weitere Motoren hinzu, etwa ein 1,4-Liter-DOHC-Motor mit 90 PS und ein überarbeiteter 1,8-Liter-Motor (X18XE) mit 115 PS. Die Produktion des Astra F endete im März 1998 mit der Einführung des Astra G, wobei die Cabriolet-Version bis 2000 weiterlief. In Osteuropa und der Türkei wurde der Astra F als „Astra Classic“ bis 2002 parallel zum Astra G verkauft.

### Sicherheit
Der Astra F verfügte werksseitig über ein breites Spektrum an aktiven und passiven Sicherheitselementen. Konstruktive Maßnahmen an der Karosserie waren computerberechnete Versteifungspunkte und Doppelrohr-Verstärkungen in den Türen. Zusätzlich wurden die Säulen, die Seitenschweller und die Türschächte verstärkt. Die Karosserie war somit sehr torsionssteif. Von Anfang an wurden serienmäßig Gurtschlossstraffer und höhenverstellbare Sicherheitsgurte verbaut. Die Sitzrampen waren so konstruiert, dass ein Wegtauchen unter dem Gurt bei einem Frontaufprall verhindert wurde. Für die Fondsitze wurden Rahmenkopfstützen angeboten, diese ermöglichten eine gute Sicht nach hinten und verhinderten bei einem Aufprall Halsverletzungen der Fondpassagiere.
Ab Frühjahr 1993 wurde gegen Aufpreis auch ein Fahrerairbag angeboten, wobei mit dem Facelift im August 1994 der Doppelairbag in alle Modelle serienmäßig eingebaut wurde. ABS war ab Produktionsbeginn gegen Aufpreis erhältlich, ab Modelljahr 1996 war es serienmäßig vorhanden.
Im Cabriolet waren der Frontscheibenrahmen sowie die beiden Türen mit Stahlrohrverstärkungen versehen und die Kopfstützen im Fonds ebenfalls aus Stahl gefertigt, um bei einem Überschlag den notwendigen Überlebensraum (gedachte Linie zwischen Frontscheibenrahmen und Kopfstützen) zu gewährleisten.

### Sonstiges
Ein unrühmliches Kapitel des Astra F waren Rückrufaktionen wegen Konstruktionsfehlern am Tank sowie der übermäßig starke Rostbefall, der aus Verarbeitungsmängeln bei der Produktion (Schnittkantenrost), resultiert. Weitere Mängel, wie schwache Zahnriemen, Störungen des Zündverteilers oder der Lichtmaschine, am Astra F der ersten Baujahre 1991–1994 erforderten häufige Werkstattbesuche. Ein Rückruf betraf auch die GSi-Version mit dem C20XE-Motor wegen Problemen mit der Zylinderkopfdichtung, die während der Garantiezeit ersetzt wurden.
Zur Modellüberarbeitung im August 1994 wurde jedoch eine bessere Rostschutzvorsorge getroffen. Den Astra F gab es auf Wunsch auch mit 4-Gang-Automatikgetriebe des japanischen Herstellers AisinWarner AW.
Die Astra-Modelle wurden in England als Vauxhall, in Südamerika als Chevrolet und in Australien als Holden vertrieben. In Südafrika wurde nur die Stufenhecklimousine als Opel Astra angeboten, die Fließheckmodelle weiterhin als Opel Kadett.

### Modellpflege
Bei der Überarbeitung im August 1994 wurden einige Details verändert. So zum Beispiel die Form der Außenspiegel (bisher entsprachen diese denen des Kadett E), der Türgriffe (ab Ende 1995), des Kühlergrills, Scheinwerfer (spitzer zulaufend zum Kühlergrill hin), Nebelscheinwerfer (Klarglas), der seitlichen Stoßleisten, Heckstoßfänger sowie der Dachkantenspoiler. Beim Kombi wurde die bisher unlackierte Heckleiste lackiert (außer Basismodell). Gegenüber dem bis 1994 gebauten Modell beschränkte sich nun der in Kunststoff gehaltene Teil der auf Wunsch in Wagenfarbe lackierten Stoßfänger auf den schmalen oberen Rand. Beim Schrägheck wurde die gleiche Kunststoffblende des GSi bis 1994 verbaut, die in ähnlicher Form von da an auch an Stufenheck und Cabrio montiert wurde.
Nach dem Facelift ergänzte ein 1,6-Liter 16Ventilmotor mit 100 PS (X16XEL) die bisherigen 1,6-Liter-Motoren, während ein neu konstruierter 1,8-Liter-Motor mit 115 PS (X18XE) angeboten wurde, jedoch mit besserer Drehmomentabgabe und Euro-2-Abgasnorm. Der 2,0-Liter-Motor mit 115 PS wurde 1995 durch einen DOHC-Motor mit 136 PS (X20XEV) ergänzt, der den 150-PS-Motor (C20XE) bis zu dessen Auslauf 1996 flankierte. Auf der Diesel-Seite wurde der 1,7-Liter-Saugdiesel durch eine Version mit Niederdruck-Turbo und 68 PS ersetzt, die neben dem 82-PS-Turbodiesel angeboten wurde.
Ab dem Facelift wurden alle Astras mit verchromten Schriftzügen und dreidimensionalen Emblemen an der Heckklappe versehen. Der Einsatz von weißen Blinkergläsern vorn und getönten Vier- (Stufenheck, Cabrio, Caravan, Lieferwagen) beziehungsweise Fünfkammer-Rückleuchten (Fließheck) ließ den Astra moderner wirken.

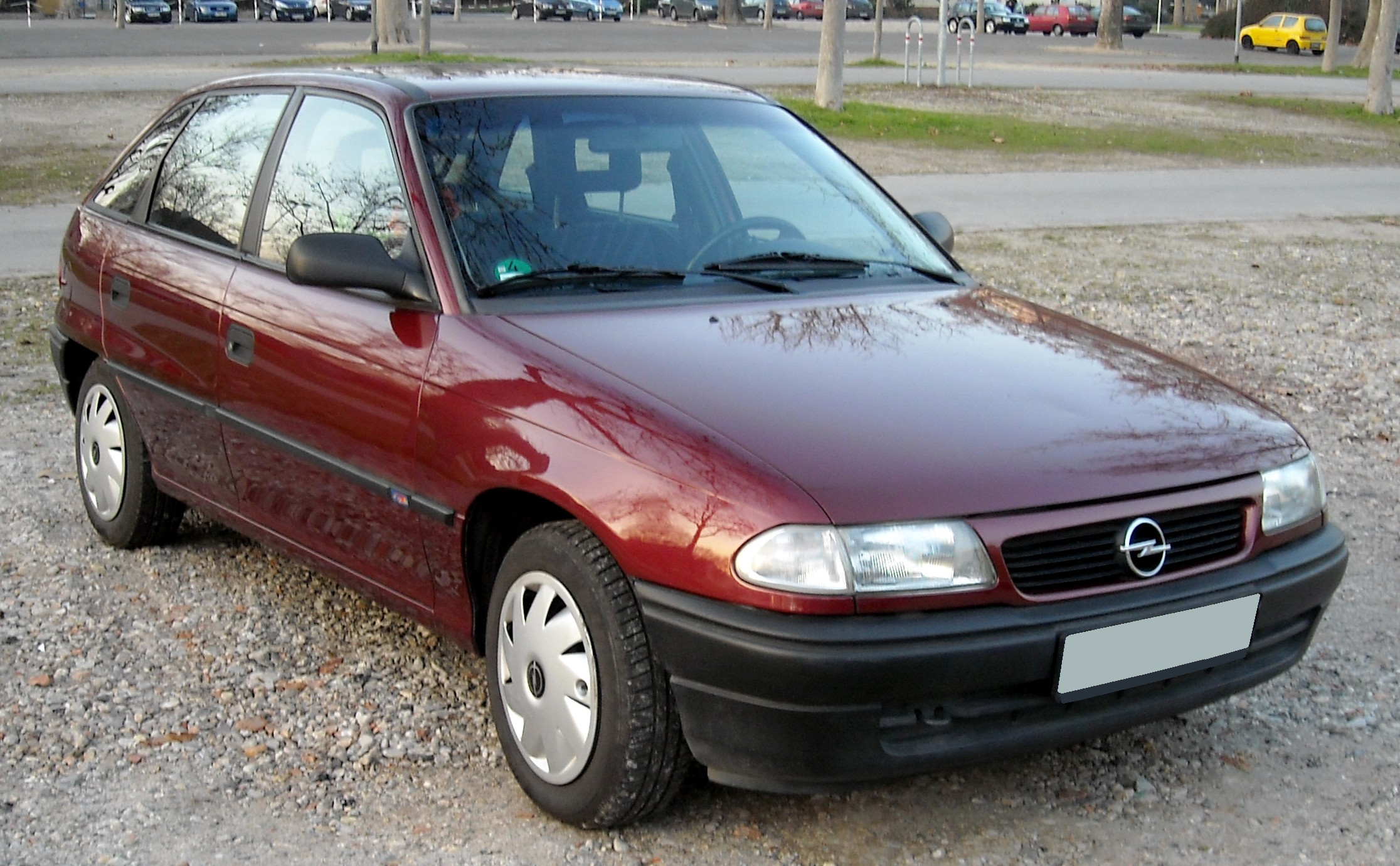
Opel Astra Fünftürer (1994–1999)
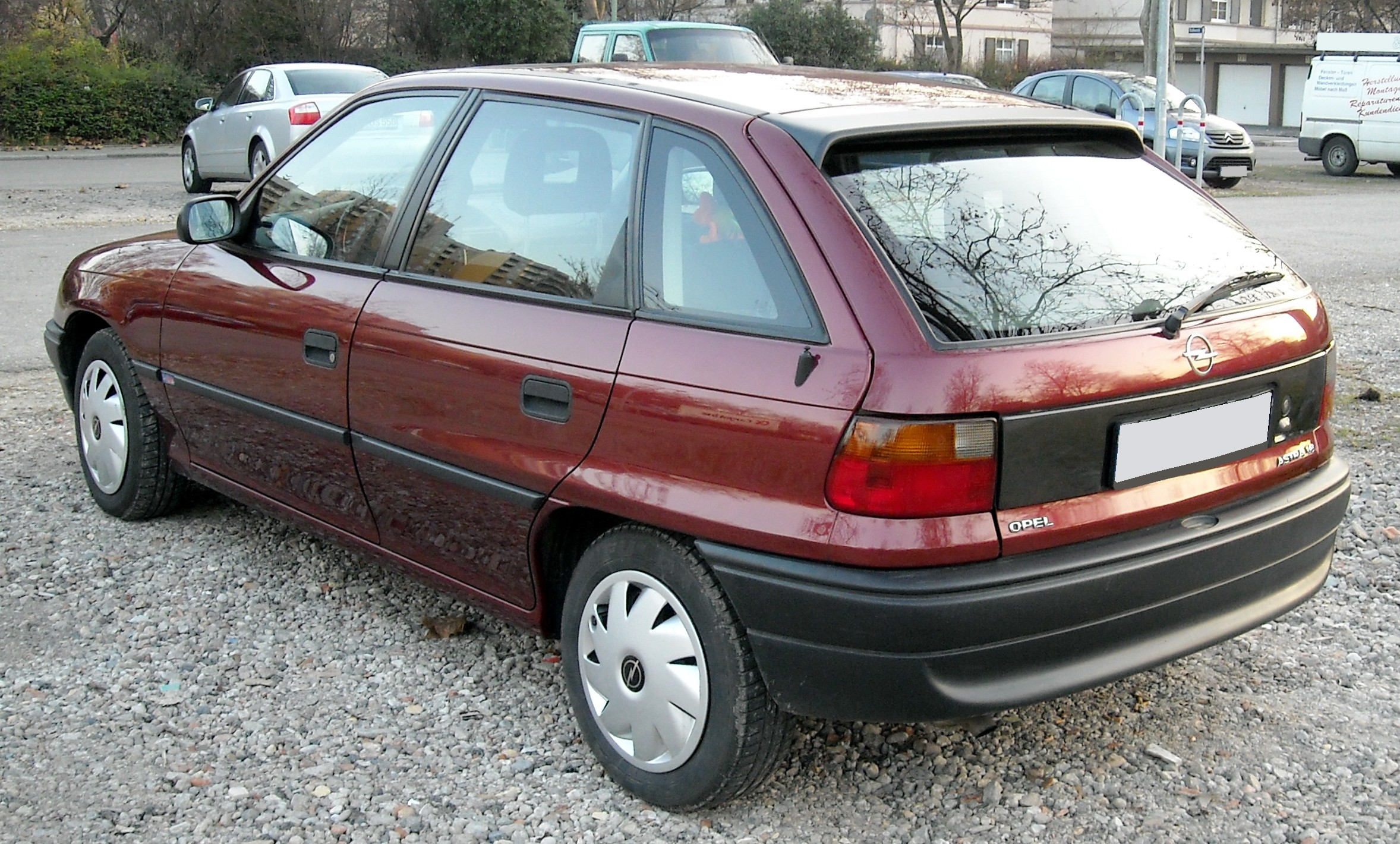
Heckansicht
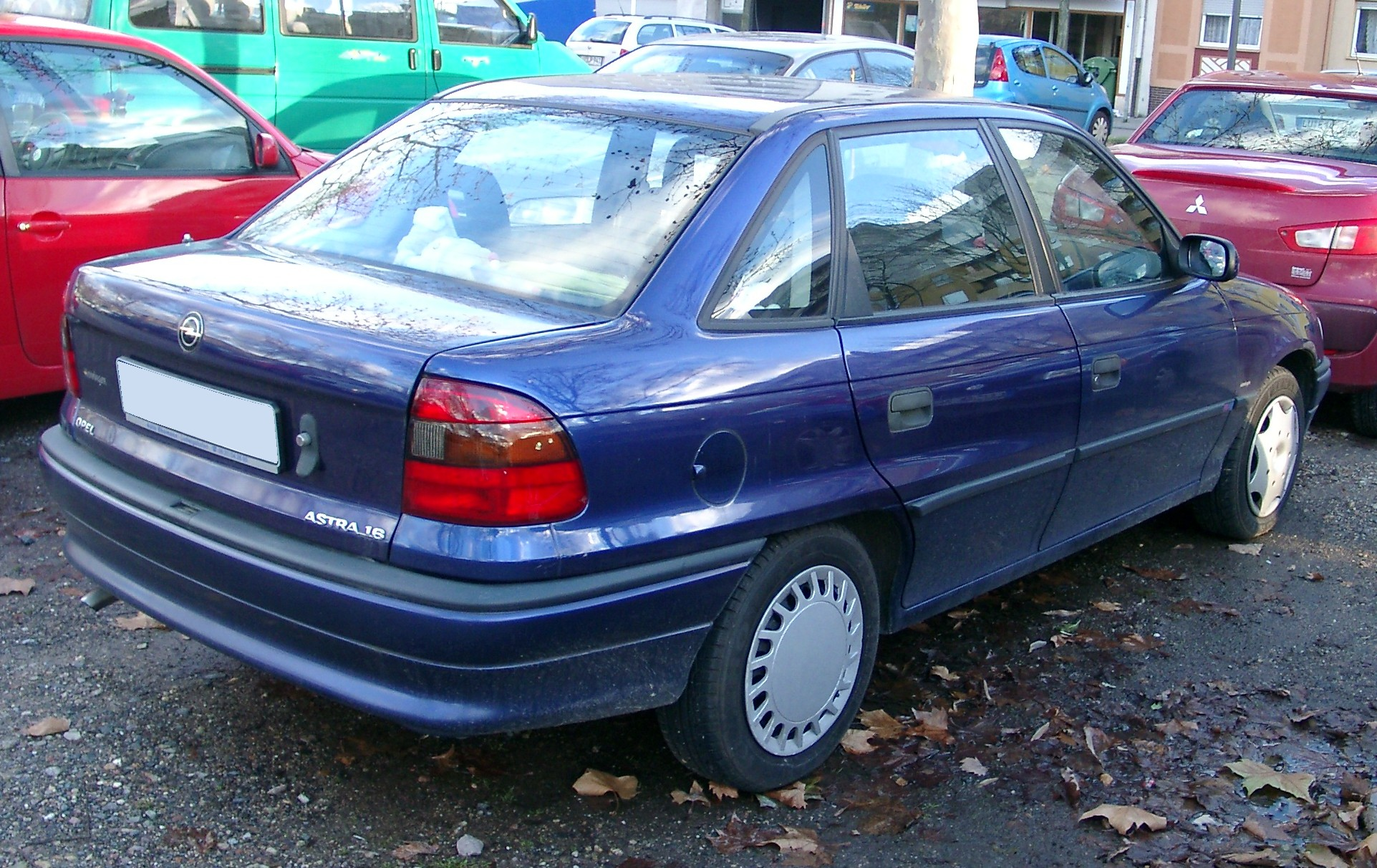
Opel Astra Stufenheck (1994–1999)
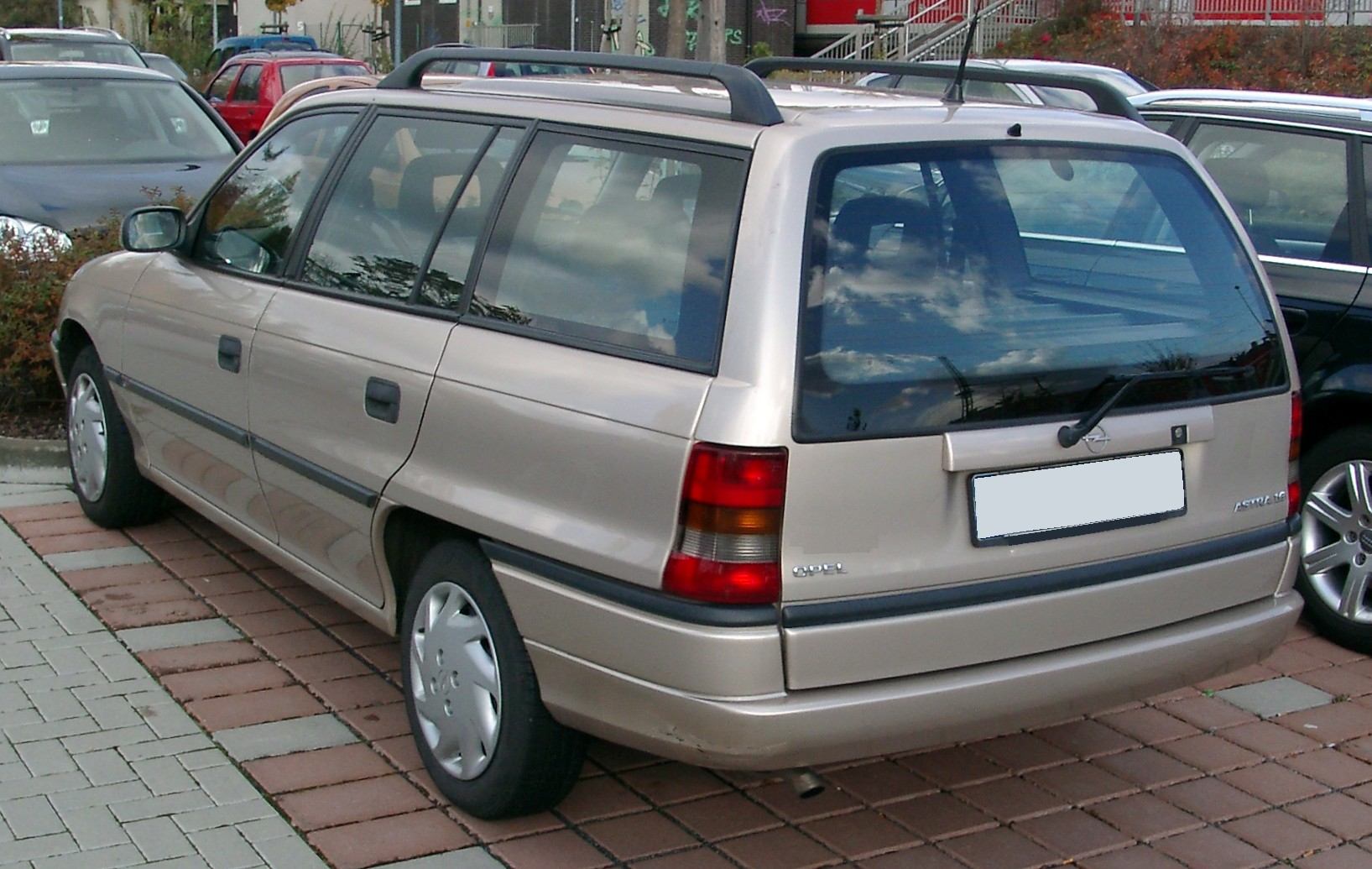
Opel Astra Caravan (1994–1998)
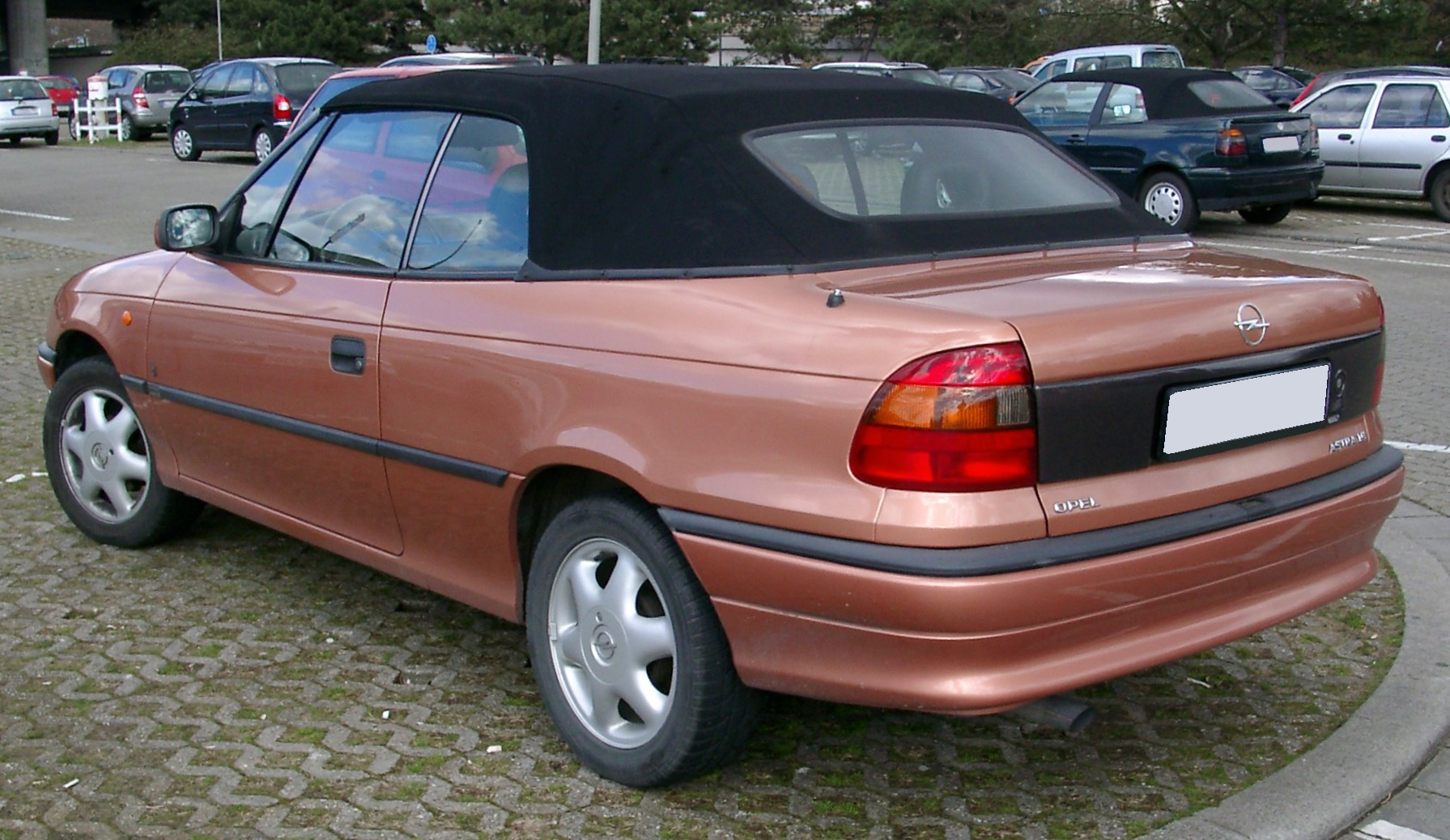
Opel Astra Cabrio (1994–1999)
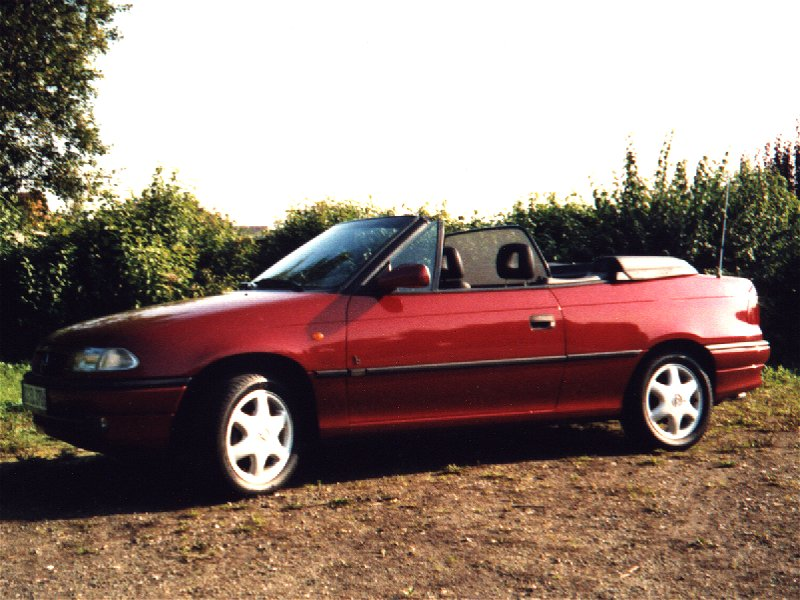
Astra Cabrio mit geöffnetem Dach
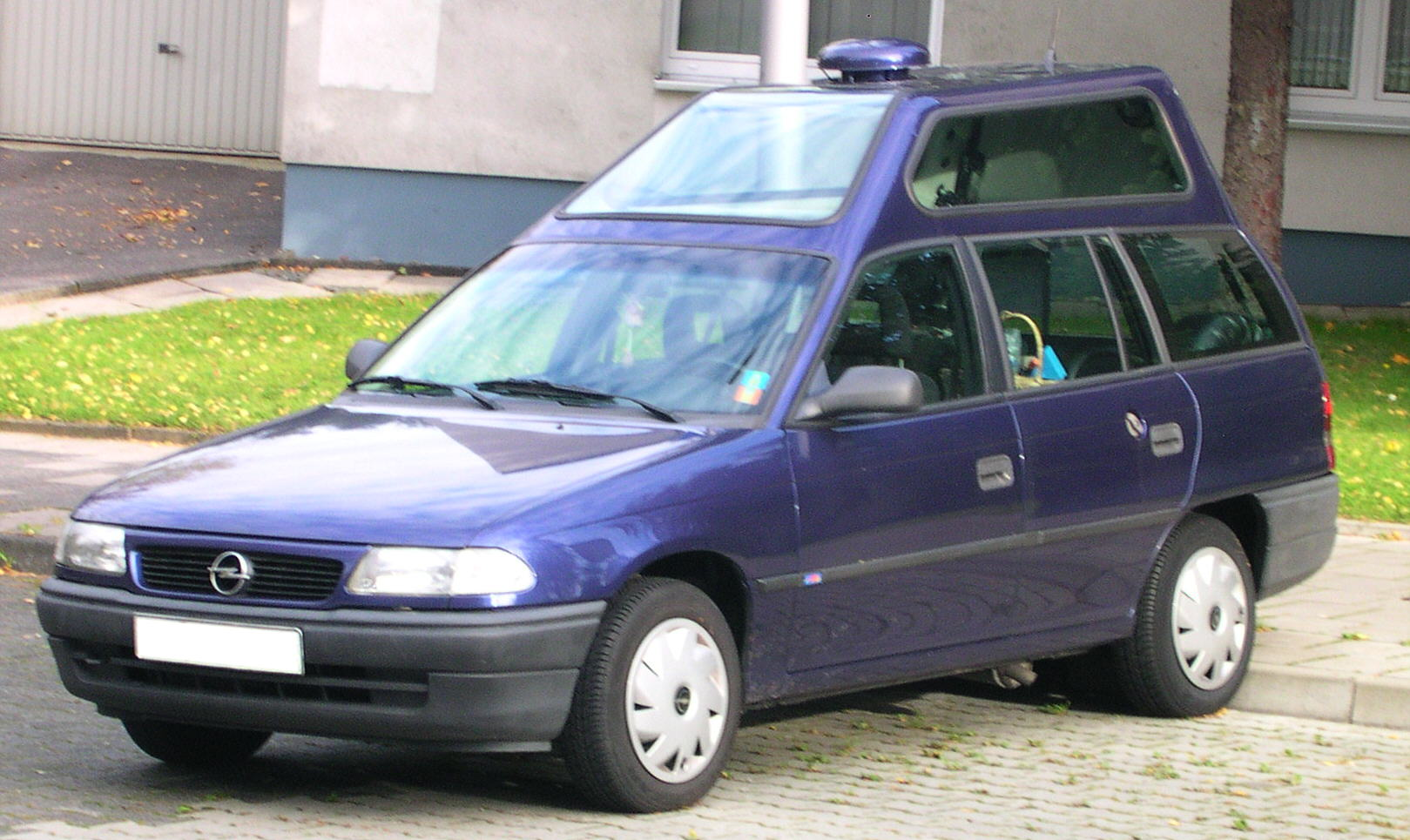
Astra als Rollstuhltransporter-Umbau
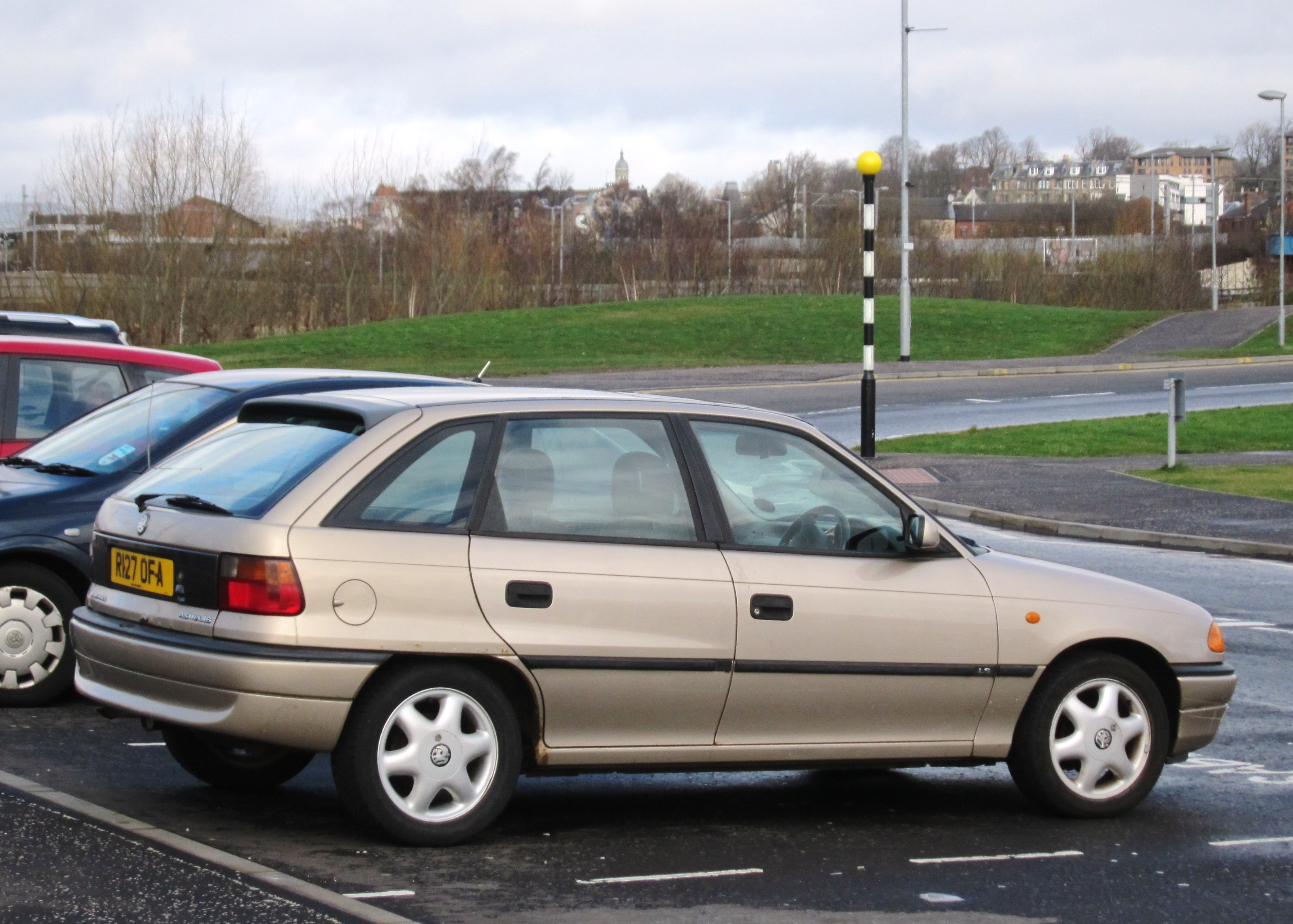
Vauxhall Astra (nur Großbritannien)
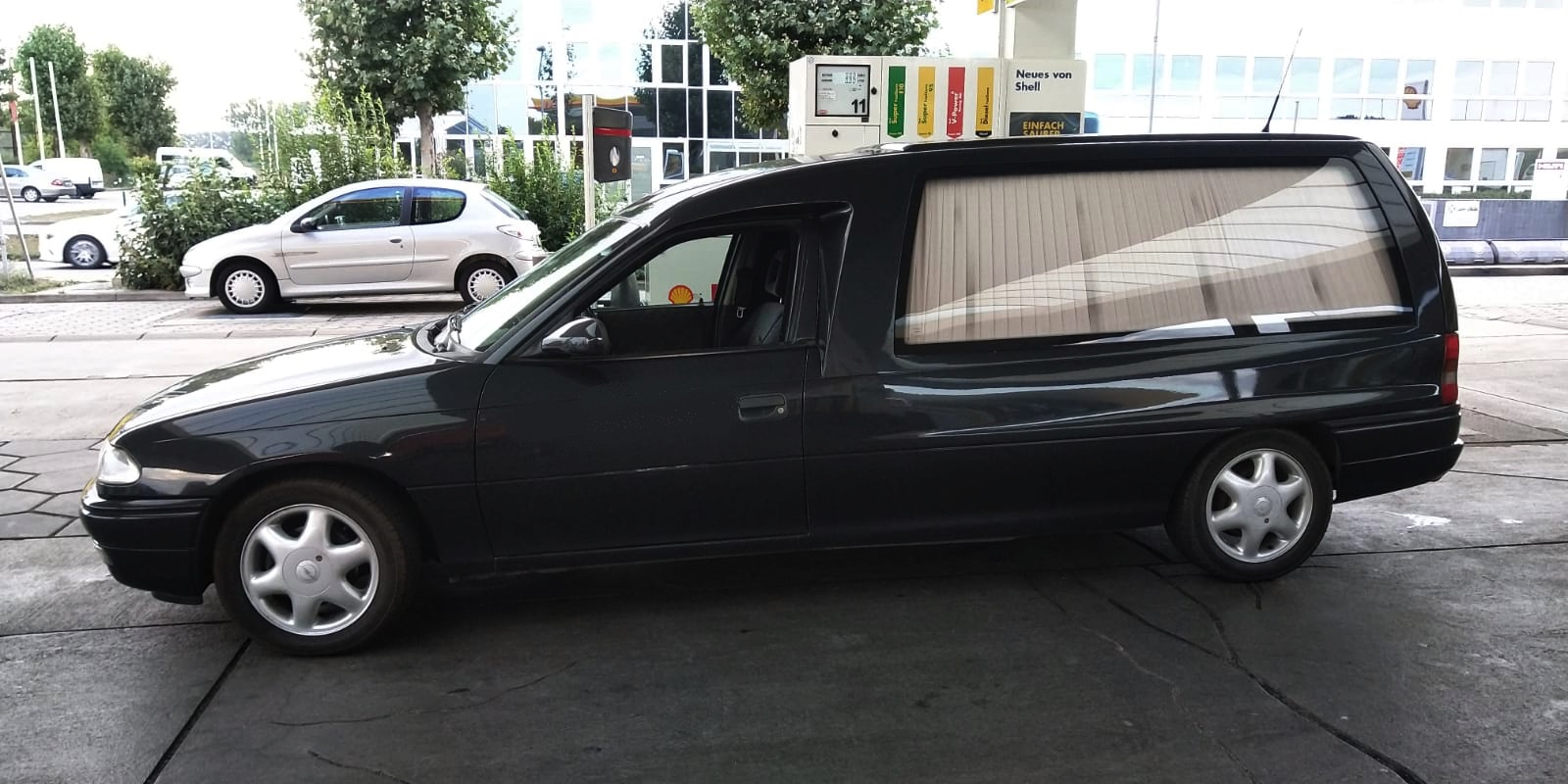
Opel Astra F Leichenwagen
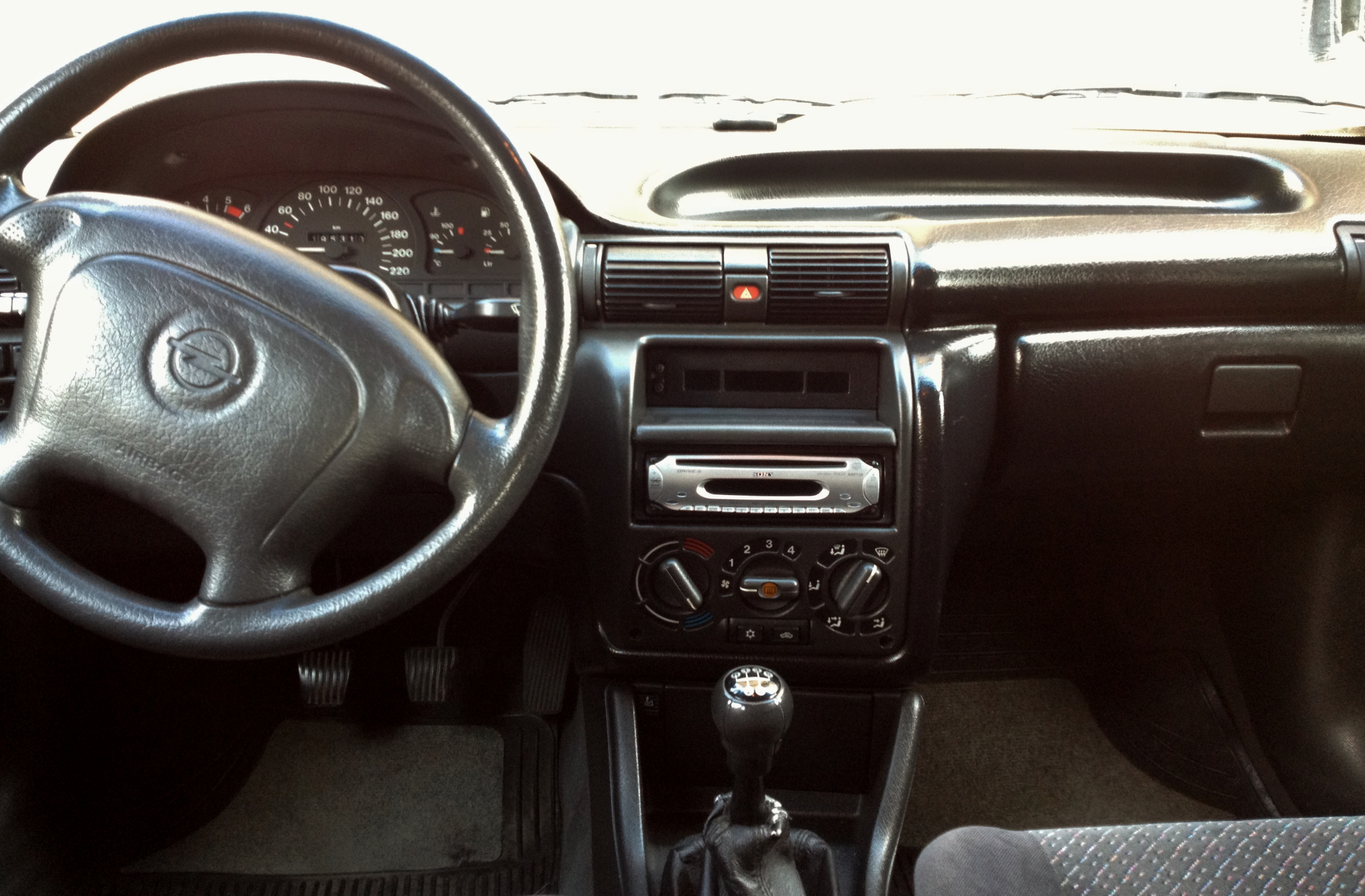
Cockpit (mit nichtoriginalem Radio)

## Karosserievarianten
Der Astra F wurde in fünf Karosserieformen angeboten:
- Schrägheck mit drei oder fünf Türen mit 350 bis 1200 l Laderaum
- Stufenheck mit vier Türen
- Kombi (Caravan) mit fünf Türen und demselben Radstand wie bei den anderen Modellen. Ein dreitüriges Modell, wie es noch beim Vorgängermodell Kadett E vorhanden war, wurde aufgrund zu geringer Nachfrage nicht mehr produziert.
  - Der Caravan verfügt wie bei den „Sport“- und „GSi“-Modellen über eine Dachantenne. Der Kofferraum fasst 500 Liter, bei umgeklappten Rücksitzen 1630 Liter. Wie bei allen Astra F-Modellen sind die Rücksitze asymmetrisch geteilt, in Verbindung mit der absolut ebenen Ladefläche wurde eine hohe Ladeflexibilität erreicht. Gegen Aufpreis wurde eine Durchladeeinrichtung bei der Mittelarmlehne angeboten, diese wurde später in den Modellen Dream und Style Serie. Der Astra Caravan war 1995 der meistverkaufte Kombi aller Klassen.
- Cabriolet: Die Cabrio-Variante des Opel Astra F wurde von Bertone auf der Basis des Stufenheckmodells entworfen. Das eingeklappte Stoffdach hatte keine karosserie-eigene Verdeckkasten-Abdeckung, sondern musste mit einer Persenning mittels Druckknöpfen manuell abgedeckt werden. Kaum ein Fahrer hat sich wegen der umständlichen Handhabung jedoch daran gehalten. Die optional erhältliche Diebstahlwarnanlage hatte das Manko, dass sie bei offen abgestelltem Fahrzeug bei Bewegungen in nächster Nähe den Alarm auslöste.
- Lieferwagen (Lfw): Caravan ohne Dachreling mit drei statt fünf Türen, zwei Sitzen, Blechen statt hinteren Seitenscheiben und halbhoher Trennwand aus Blech hinter den Sitzen. Der Lieferwagen hatte eine Lkw-Zulassung und war daher bei Handwerkern sehr beliebt.
- Sonderformen und Spezialumbauten: Der Astra Caravan wurde unter anderem zum Leichenwagen mit verlängertem Radstand und als behindertengerechter Transporter mit Hochdach modifiziert.
  - Das Besondere beim Rollstuhltransporter ist, dass der Rollstuhlfahrer über eine absenkbare Aluminiumrampe in den Fahrgastraum fährt. Dabei entfallen allerdings die hinteren Rücksitze und der Tank befindet sich hinter der linken Hintertür. Die Innenhöhe beträgt zirka 140 cm. Der Rollstuhlfahrer benötigt allerdings einen Fahrer, er hat jedoch eine eigene Windschutzscheibe mit Scheibenwischer.

Der Doppelairbag (Fahrer 67 Liter, Beifahrer 120 Liter) war außer bei den Export-Modellen ab August 1994 ebenfalls Serie. Zudem wurde das einfache Infodisplay mit Uhr/Radioanzeige (DID; Dual Info Display) jetzt durch eines mit zusätzlicher Außentemperaturanzeige (TID; Triple Info Display, vorher Sonderausstattung) ersetzt, das ab 3 °C abwärts vor Straßenglätte warnte, indem es einige Sekunden lang nach Einschalten der Zündung blinkte. Ebenfalls ist das Ablesen der Geschwindigkeit im TID möglich, indem beide Knöpfe für zirka fünf Sekunden betätigt werden (es wird bis 53 km/h angezeigt, danach '+53 km/h).
Weitere technische Änderungen, neben einigen umweltfreundlicheren Motoren, waren im Rahmen des Facelifts der Wechsel von Öl- auf Gasdruckstoßdämpfer und das damit verbesserte Fahrverhalten. Geänderte Stabilisatorenbefestigung an den Dreieckslenkern vorn, modifizierte Koppelstangen, geänderte Aufhängung des Endschalldämpfers (ab Mitte 1996 waren ebenfalls eingeführt). Die Einpunktaufnahme per Schelle wurde gegen am Schalldämpfer angeschweißte Dreipunktaufnahme ausgetauscht. Die Befestigung der vorderen Türverkleidungen (eine statt zwei Schrauben unter der Armauflage, ab Herbst 1996) und der Schaltknauf wurden ebenfalls geändert. Die Seitenblinker an den vorderen Kotflügeln war bei den für Deutschland gefertigten Modellen erst ab Herbst 1997 verfügbar.
Mit dem Facelift entfielen die Motoren C16NZ, C18NZ, C18XE, C20NE und C20XE.

### Classic
Der Astra F Classic wurde bis zum Juli 2002 im Gleiwitzer Werk (Polen) gebaut; es handelt sich um eine „osteuropäische Version“ des Astra F, die eine Mischung aus der Erstausführung und dem Facelift darstellt. Ab August 2002 lief dort der Nachfolger Astra G als Astra Classic II vom Band.
Seit Herbst 2006 produziert dieses Werk die in Deutschland erst seit September 2008 erhältliche Stufenheckvariante des Opel Astra H, die vorerst für Osteuropa und die Türkei bestimmt war.

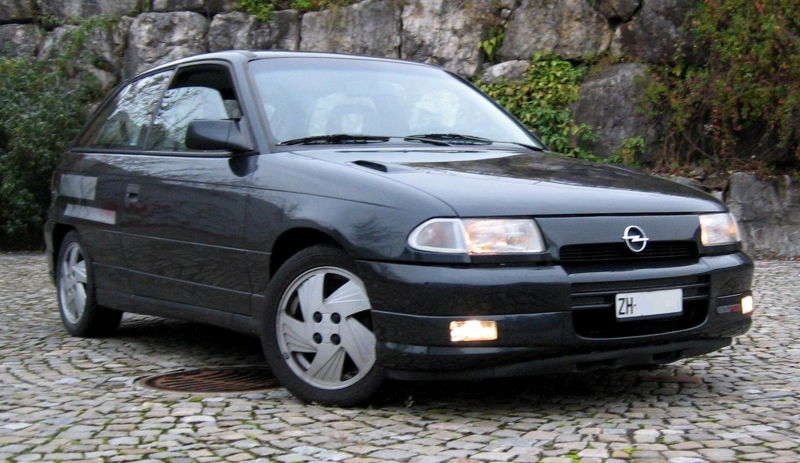
Opel Astra GSi 16V (1991–1994)

### GSi
Auch beim Astra F setzte Opel die Tradition der GSi-Reihe fort. GSi steht dabei für „Grand Sport injection“. Der Astra F GSi unterschied sich äußerlich und technisch stark vom Serienmodell. Durch aerodynamische Verbesserungen hat er einen geringeren cw-Wert und erreicht so bei gleicher Motorleistung eine höhere Endgeschwindigkeit als das Grundmodell.
Im August 1994 erhielt die gesamte Astra-Palette ein Facelift, was auch auf das GSi-Modell übertragen wurde. Ab diesem Zeitpunkt unterschied er sich optisch nicht mehr vom Serienmodell. Bis zur Überarbeitung zum Facelift Anfang Modelljahr 1994 wurde der GSi ausschließlich als dreitürige Schräghecklimousine verkauft. Im Modelljahr 1994 war der C20XE genannte 2.0i-16V-Motor mit 110 kW (150 PS) jedoch auch im fünftürigen Caravan bestellbar. Diese Variante wurde durch Opel als Caravan 16V bezeichnet.
Irrtümlich wird der Astra F Caravan 16V oft auch als Irmscher Caravan bezeichnet. Diese Fehlbezeichnung hat ihren Ursprung in den Beiblättern, welche Irmscher nach der Auftragsmontage der Modelle für Opel den Fahrzeugen beifügte. Irmscher teilte in diesen Beiblättern jedoch lediglich mit, dass der Caravan bei Irmscher die 16V Ausstattung erhielt und dass einige Irmscherteile Bestandteil der Fahrzeug-ABE sind. So sind Irmscher Frontstoßstange, Irmscher Kühlergrill, Irmscher Heckschürze, Irmscher Dachspoiler, Irmscher Nachschalldämpfer und Irmscher Federn hinten Teil der Fahrzeug ABE-F854, jedoch nicht serienmäßig in den Caravan 16V verbaut.
Opel selbst spricht in allen Unterlagen, welche intern, wie auch für den Kunden zugänglich waren, vom Opel Astra Caravan 16V.
Ab Modelljahr 1995 wurde der Astra F GSi auch als fünftürige Schräghecklimousine sowie dann auch regulär als Caravan GSi angeboten. Opel führte zur Modellpflege auch weitestgehend neue Modellbezeichnungen ein, wobei die Bezeichnung GSi erhalten blieb. Der GSi ab Sommer 1994 hatte jedoch eine deutlich verminderte Grundausstattung.
Optische Änderungen des GSi-Modells der ersten Serie

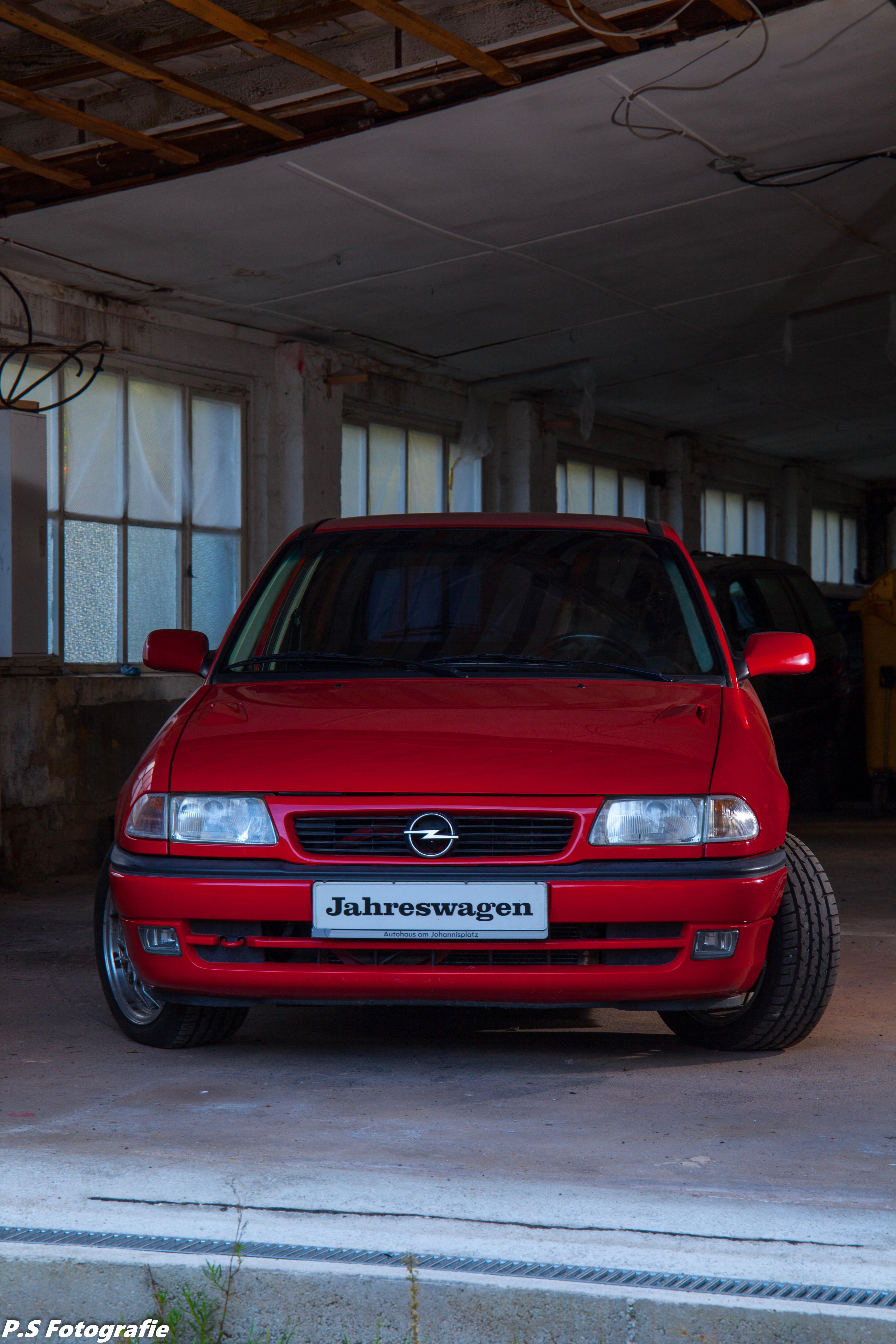
Opel Astra GSI (1995–1998)

Frontstoßstange, Heckstoßstange, Dachkantenspoiler, Seitenschwellerverkleidung, Lufthutzen auf der Motorhaube, Kühlergrill, Heckblende, weiße Blinkergläser, Leichtmetallfelgen, besonders gefärbte Sportsitzpolster. Im Vergleich zum Serienmodell fehlten die gummierten Seitenleisten, das sollte die sportliche Optik verstärken.
Optische Änderungen des GSi-Modells der zweiten Serie (Facelift)
Frontstoßstange, Heckstoßstange und Dachkantenspoiler sind lackiert. Radioantenne auf dem Dach (nicht am hinteren Seitenteil). „GSi“-Schriftzug in den Seitenzierleisten
Technische Besonderheiten der GSi-Varianten der ersten Serie
Fahrwerkstieferlegung um 15 mm, angeschraubter Zusatzstabilisator an der Hinterachse (nur GSi 16V), Multi-Info-Display (Bordcomputer) serienmäßig, Traktionskontrolle ETC (nur GSi 16V mit C20XE Motor), ab 1993 mit Fahrer-Airbag bestellbar, erstmals werden durch Opel serienmäßig Reifen mit einer 50er Reifenhöhe verbaut (nur GSi 16V).
Technische Besonderheiten der GSi-Varianten der zweiten Serie (Facelift)
Tacho mit Drehzahlmesser bis 8000/min (beim X20XEV)
Die Motorenpalette des GSi
- C18XE: 1,8 16V mit 92 kW (125 PS) (06/1993–12/1994)
- C20NE: 2,0 8V mit 85 kW (115 PS) (09/1991–08/1994)
- C20XE: 2,0 16V mit 110 kW (150 PS) (09/1991–07/1996)
- X20XEV: 2,0 16V mit 100 kW (136 PS) (01/1995–02/1998)

### Farben
Der Astra F wurde in folgenden Farben angeboten (Farbcode in Klammern):
| Uni Casablancaweiß (474)    | Uni Ananasgelb (485)        | Uni Atlantisblau (285)     | Uni Magmarot (547)           | Uni Kosmosblau (204)        | Uni Toscanarot (567)        | Metallic Nautilus Blau (283) |
| Metallic Karibikblau (277)  | Metallic Canyonrot (321)    | Metallic Heliotrop (279)   | Metallic Rio Verdegrün (369) | Metallic Titaniumsilber     | Metallic Starsilber I (138) | Metallic Diamantsilber (148) |
| Metallic Marseillerot (549) | Metallic Graphit (363)      | Metallic Antilope (490)    | Metallic Lavendel (292)      | Metallic Brokatgelb (488)   | Metallic Champagner (489)   | Metallic Rauchgrau (140)     |
| Metallic Novaschwarz (266)  | Metallic Spektralblau (270) | Metallic Keramikblau (286) | Metallic Magnetblau (288)    | Metallic Neptuntürkis (357) | Metallic Bermudagrün (366)  | Metallic Lagunenblau (271)   |

## Motoren
Der Opel Astra F wurde mit folgenden Motoren angeboten:

### Ottomotoren
| Modell      | Zylinder | Hubraum  | Leistung bei 1/min     | Drehmoment Nm bei 1/min              | Motorkenn- zeichnung | Schadstoffnorm             | Bauzeit             |
| ----------- | -------- | -------- | ---------------------- | ------------------------------------ | -------------------- | -------------------------- | ------------------- |
| 1.4 S (1)   | 4        | 1389 cm³ | 55 kW (75 PS) / 5800   | 110 / 3000                           | 14NV                 |                            | 08/1991–07/1994     |
| 1.4 i       | 4        | 1389 cm³ | 44 kW (60 PS) / 5600   | 103 / 2600                           | C14NZ                | E2 (besteuert nach Euro 1) | 08/1991–08/1996     |
| 1.4 i       | 4        | 1389 cm³ | 44 kW (60 PS) / 5200   | 103 / 2800                           | X14NZ                | Euro 2/D3                  | 09/1996–02/1998     |
| 1.4 Si      | 4        | 1389 cm³ | 60 kW (82 PS) / 5800   | 114 / 3400                           | C14SE                | E2 (besteuert nach Euro 1) | 08/1991–03/1996     |
| 1.4 Si (2)  | 4        | 1389 cm³ | 60 kW (82 PS) / 5600   | 115 / 3400                           | 14SE                 |                            | 08/1991–03/1996     |
| 1.4 16V     | 4        | 1389 cm³ | 66 kW (90 PS) / 6000   | 125 / 4000                           | X14XE                | Euro 2/D3                  | 01/1996–01/2000     |
| 1.6 i (2)   | 4        | 1597 cm³ | 55 kW (75 PS) / 5400   | 120 / 2800                           | 16LZ2                |                            | 08/1991–02/1998     |
| 1.6 i       | 4        | 1598 cm³ | 52 kW (71 PS) / 5000   | 128 / 2800                           | X16SZ                | Euro 2/D3                  | 05/1993–01/1996     |
| 1.6 i       | 4        | 1598 cm³ | 55 kW (75 PS) / 5200   | 125 / 3200                           | C16NZ                | E2 (besteuert nach Euro 1) | 08/1991–07/1994     |
| 1.6 i       | 4        | 1598 cm³ | 55 kW (75 PS) / 5200   | 128 / 2600                           | X16SZR               | Euro 2/D3                  | 02/1996–02/1998 (3) |
| 1.6 Si      | 4        | 1598 cm³ | 74 kW (101 PS) / 5800  | 135 / 3400                           | C16SE                | E2 (besteuert nach Euro 1) | 02/1993–07/1994     |
| 1.6 i 16V   | 4        | 1598 cm³ | 74 kW (101 PS) / 6200  | 148 / 3500                           | X16XEL               | Euro 2/D3                  | 08/1994–02/1998     |
| 1.8 i       | 4        | 1796 cm³ | 66 kW (90 PS) / 5400   | 145 / 3000                           | C18NZ                | E2 (besteuert nach Euro 1) | 08/1991–07/1994     |
| 1.8 i 16V   | 4        | 1799 cm³ | 85 kW (115 PS) / 5400  | 168 / 4000                           | C18XEL               | E2 (besteuert nach Euro 1) | 08/1994–01/1996     |
| 1.8 16V     | 4        | 1799 cm³ | 85 kW (115 PS) / 5400  | 170 / 3600                           | X18XE                | Euro 2/D3                  | 02/1996–02/1998 3   |
| 1.8 GSI 16V | 4        | 1799 cm³ | 92 kW (125 PS) / 5600  | 168 / 4800                           | C18XE                | E2 (besteuert nach Euro 1) | 06/1993–12/1994     |
| 2.0 i       | 4        | 1998 cm³ | 85 kW (115 PS) / 5400  | 170 / 2600                           | C20NE                | E2 (besteuert nach Euro 1) | 03/1992–08/1994     |
| 2.0 i 16V   | 4        | 1998 cm³ | 100 kW (136 PS) / 5600 | 185 / 4000 (4) 188 / 3200 (4)        | X20XEV               | Euro 2/D3                  | 01/1995–02/1999 (3) |
| 2.0 GSI 16V | 4        | 1998 cm³ | 110 kW (150 PS) / 6000 | 196 / 4800 (ab Mj. 1993: 196 / 4600) | C20XE                | E2 (besteuert nach Euro 1) | 09/1991–07/1996     |

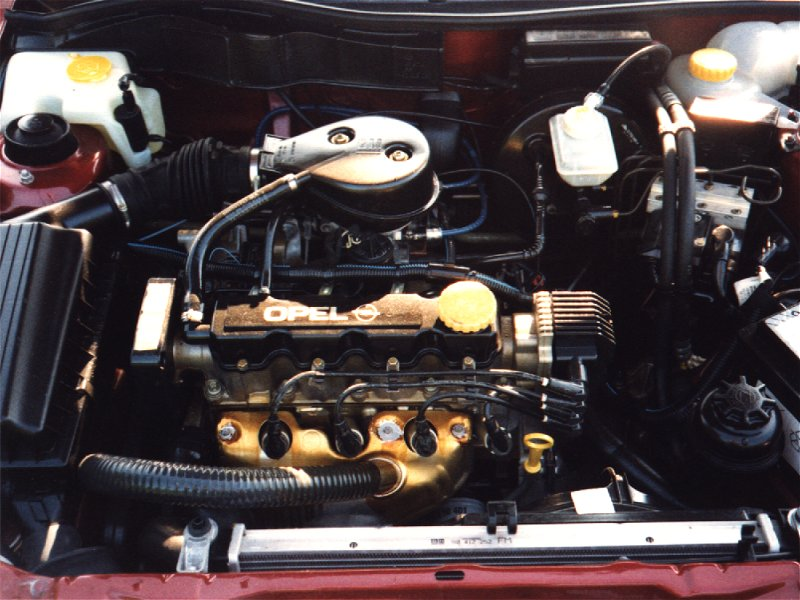
1,6 Liter-Benzinmotor (X16SZR) mit 55 kW/75 PS

Anmerkung zu Schadstoffeinstufungen:
Die Schadstoffnorm wird bei Opel mit dem ersten Buchstaben der Motorkennung bezeichnet. So steht C für Euro 1 (das in den Fahrzeugdokumenten als E2 bezeichnet wird, aber nicht Euro 2 entspricht) und X für Euro2/D3.
Bei einigen vor 1996 zugelassenen Fahrzeugen mit den Motoren X14NZ, X16SZ(R), X14XE, X16XEL, X20XEV kann es vorkommen, dass nur Euro1 bzw. Euro2 als Schadstoffnorm eingetragen ist, obwohl die Motoren die D3-Norm erfüllen. Das lässt sich mit einer Bestätigung von Opel umschlüsseln.
Die Motorenausstattung unterscheidet sich zwischen den einzelnen Auslieferungsländern.
Sämtliche Benzin-Motoren, die nur die Euronorm 1 erfüllen, lassen sich mittels Kaltlaufregler (KLR) oder einem kleinen Zusatzkatalysator (Minikat) auf mindestens Euro2 (teilweise D3) umrüsten.

### Dieselmotoren

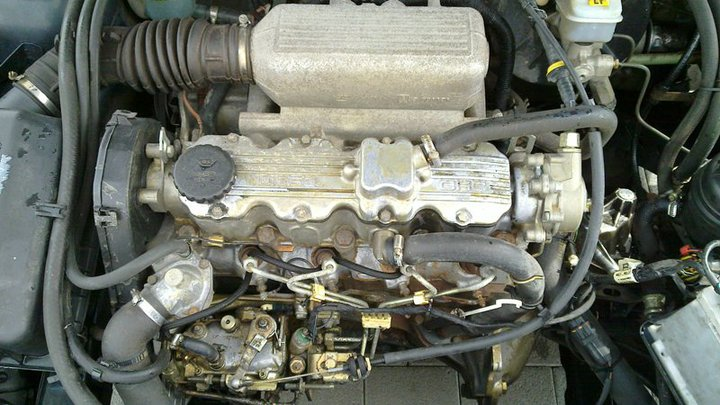
1,7 Liter-Dieselmotor (17D) mit 42 kW/57 PS

| Modell  | Zylinder | Hubraum  | Leistung               | Drehmoment          | Motorkennzeichnung | Bauzeit         | Motorlieferant |
| ------- | -------- | -------- | ---------------------- | ------------------- | ------------------ | --------------- | -------------- |
| 1.7 D   | 4        | 1700 cm³ | 42 kW (57 PS)/4600/min | 105 Nm bei 2400/min | 17D                | 12/1991–08/1992 | Opel           |
| 1.7 D   | 4        | 1700 cm³ | 44 kW (60 PS)/4600/min | 105 Nm bei 2400/min | 17DR               | 09/1992–07/1994 | Opel           |
| 1.7 TD  | 4        | 1700 cm³ | 50 kW (68 PS)/4500/min | 132 Nm bei 2400/min | X17DTL             | 08/1994–02/1998 | Opel           |
| 1.7 TDS | 4        | 1686 cm³ | 60 kW (82 PS)/4400/min | 168 Nm bei 2400/min | [TC4EE1]* / X17DT  | 01/1993–02/1998 | Isuzu          |

* Bezeichnung bis 09/1995

## Ausstattungsvarianten
Der Opel Astra F wurde in folgenden Ausstattungsvarianten angeboten:

### Serienmodelle
- GL (1991–1996)
- GLS (1991–1996) (Silberne Zierstreifen in den Seitenleisten, Nebelscheinwerfer, Zusatzfach unter dem Handschuhfach, Geteilte Rücksitzbank mit Armlehne und Skidurchreiche)
- Club (1991–1996) (nur als Caravan, entspricht in etwa dem GLS, hat Sportsitze im GT Design)
- Dream (ab 1996) (Nebelscheinwerfer, lackierte Stoßstangen, lackierte Außenspiegel, el. GSHD, Kopfstützen hinten, 175/65 R 14 Bereifung, Stoffmuster Spectrum)
- CD (1992–1994) (man. Schiebedach, Seitenleisten und Stoßstangen mit silbernen Zierstreifen, Veloursitze, Kopfstützen hinten, beheizbare Seitenspiegel)
- CDX (1995–1996) (Chromleisten an den Stoßstangen und unter den Seitenleisten, el. Fensterheber, el. Spiegel)
- Style (ab 1996) (Veloursitze, lackierte Außenspiegel, lackierte Stoßstangen)
- GT (bis 1994) (Rote Zierstreifen in den Seitenleisten und Stoßfängern, Dreispeichenlenkrad, Sportsitze)
- Sport (1993–1996) (Dachantenne, Tieferlegung, Stoffmuster Wave (Mj95/96), Sportstahlfelgen, Sportsitze gegen Aufpreis)
- GSi (bis 1996) (Dachantenne, Sportsitze mit Stoffmuster Wave (Mj95/96), mehr Informationen s. u.)
- Motion (ab 1996) (el. Schiebedach, Alufelgen, Sportsitze, Dachantenne)

### Sondermodelle
- 25 Line
- California (Airbag)
- Elegance
- Hattrick SD
- Hattrick Klima
- Plus SD
- Plus Klima
- Sportive (Rote Zierstreifen in den Seitenleisten)
- Vision (Grüne Zierstreifen in den Seitenleisten)

- Sunshine
- Champion
- Champion II
- Dream (mit elektrischem Schiebedach & Nebelscheinwerfern)
- Expression
- Motion (el. Schiebedach, Alufelgen, Sportsitze, Dachantenne)
- Cool (mit Klimaanlage)
- Cool Dream (mit Klimaanlage)
- Cool Motion (mit Klimaanlage)
- Season
- Style
- Trend
- Exclusiv nur Kombi (mit Klimaanlage, Alufelgen, NSW, Perleffektlack Antilope)

### Logos

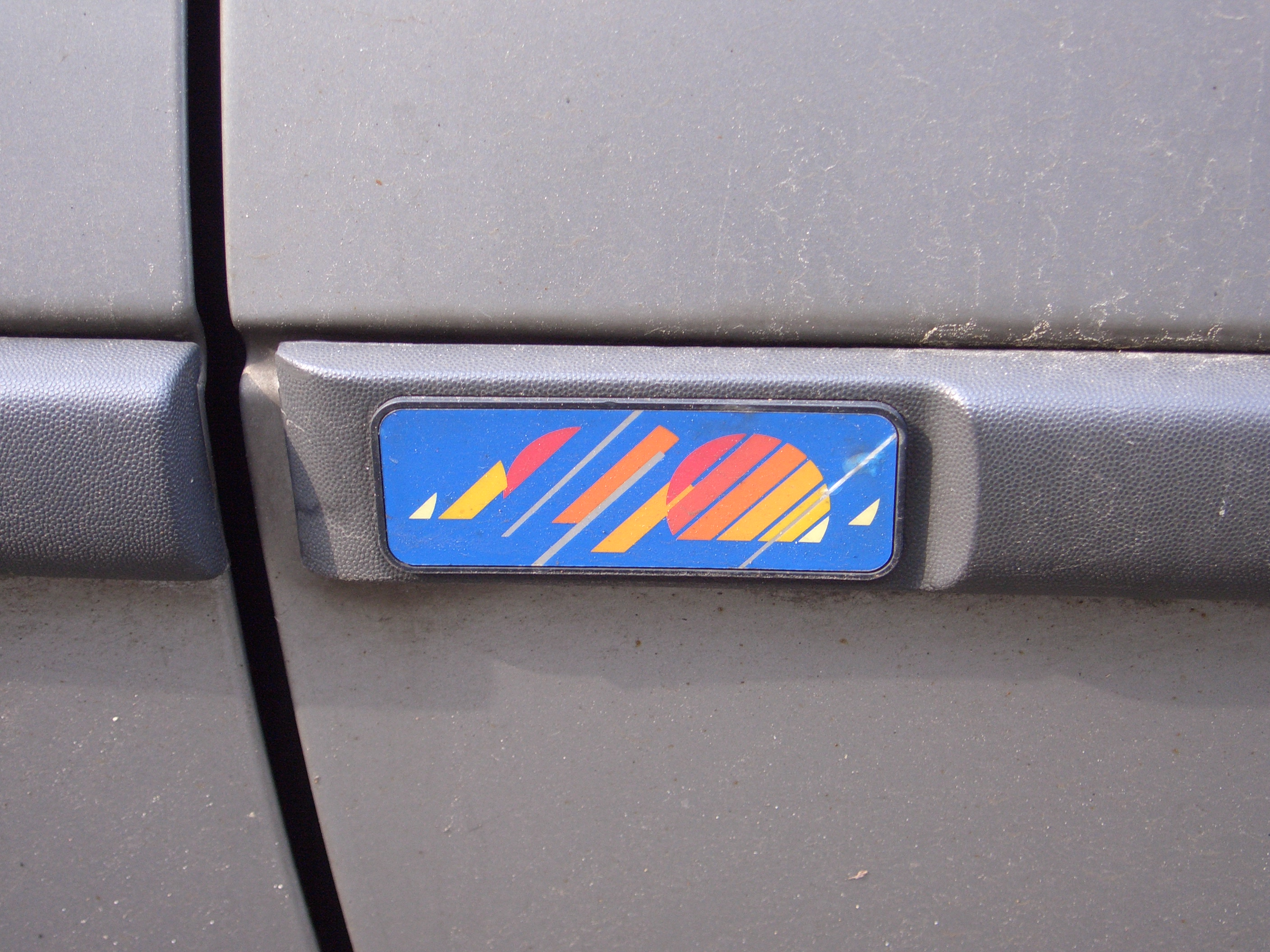
Opel Astra F Sunshine
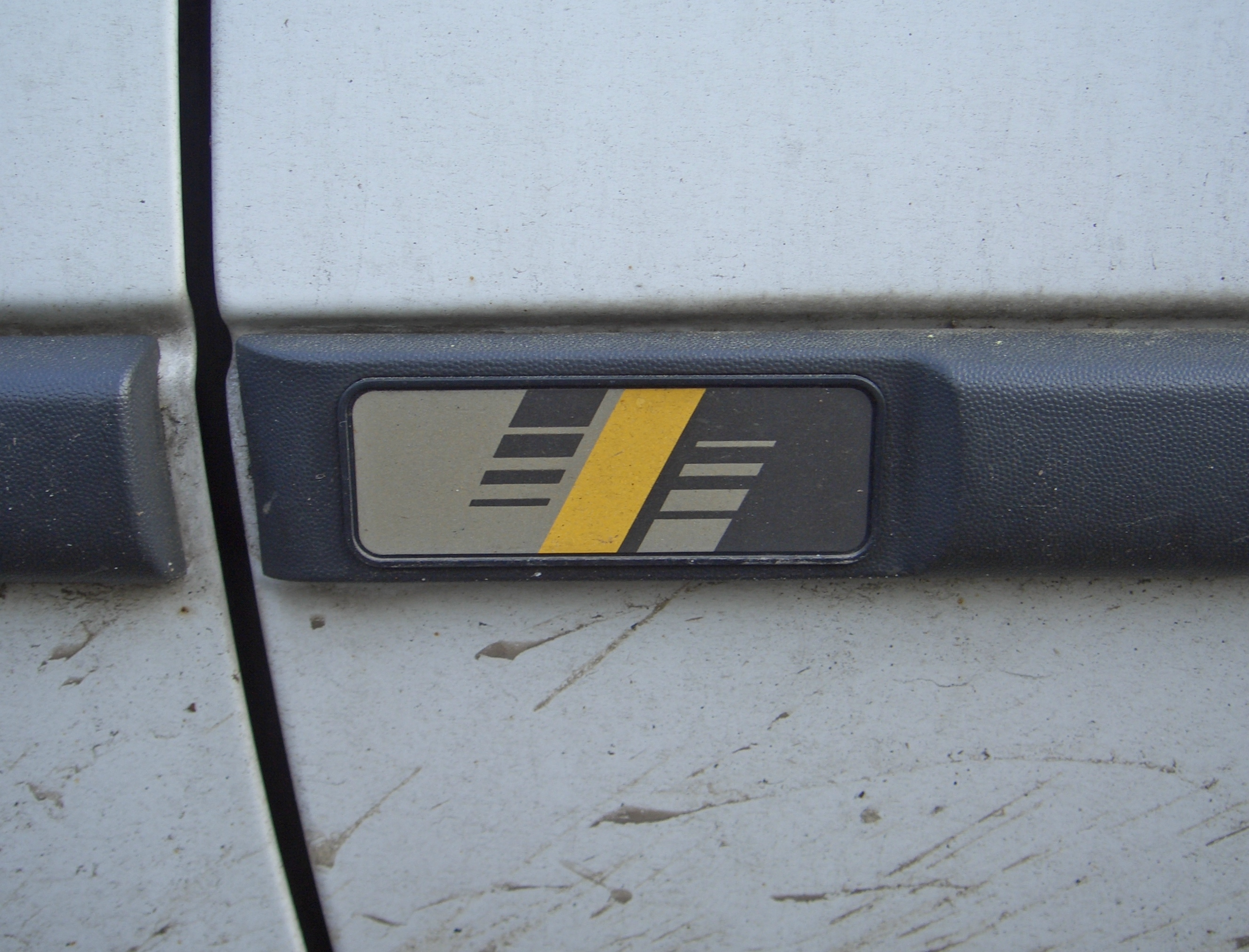
Opel Astra F Champion
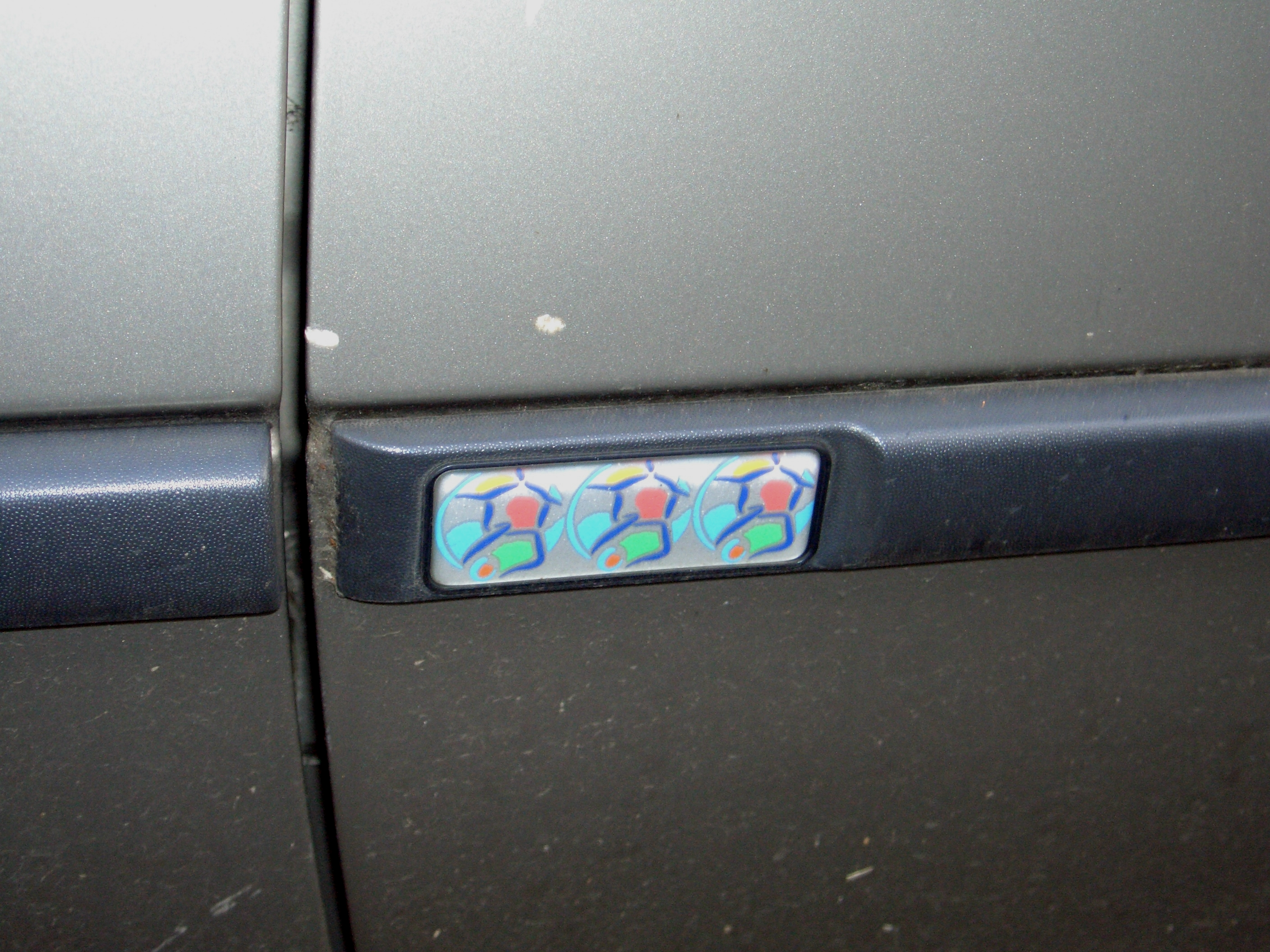
Opel Astra F Champion II
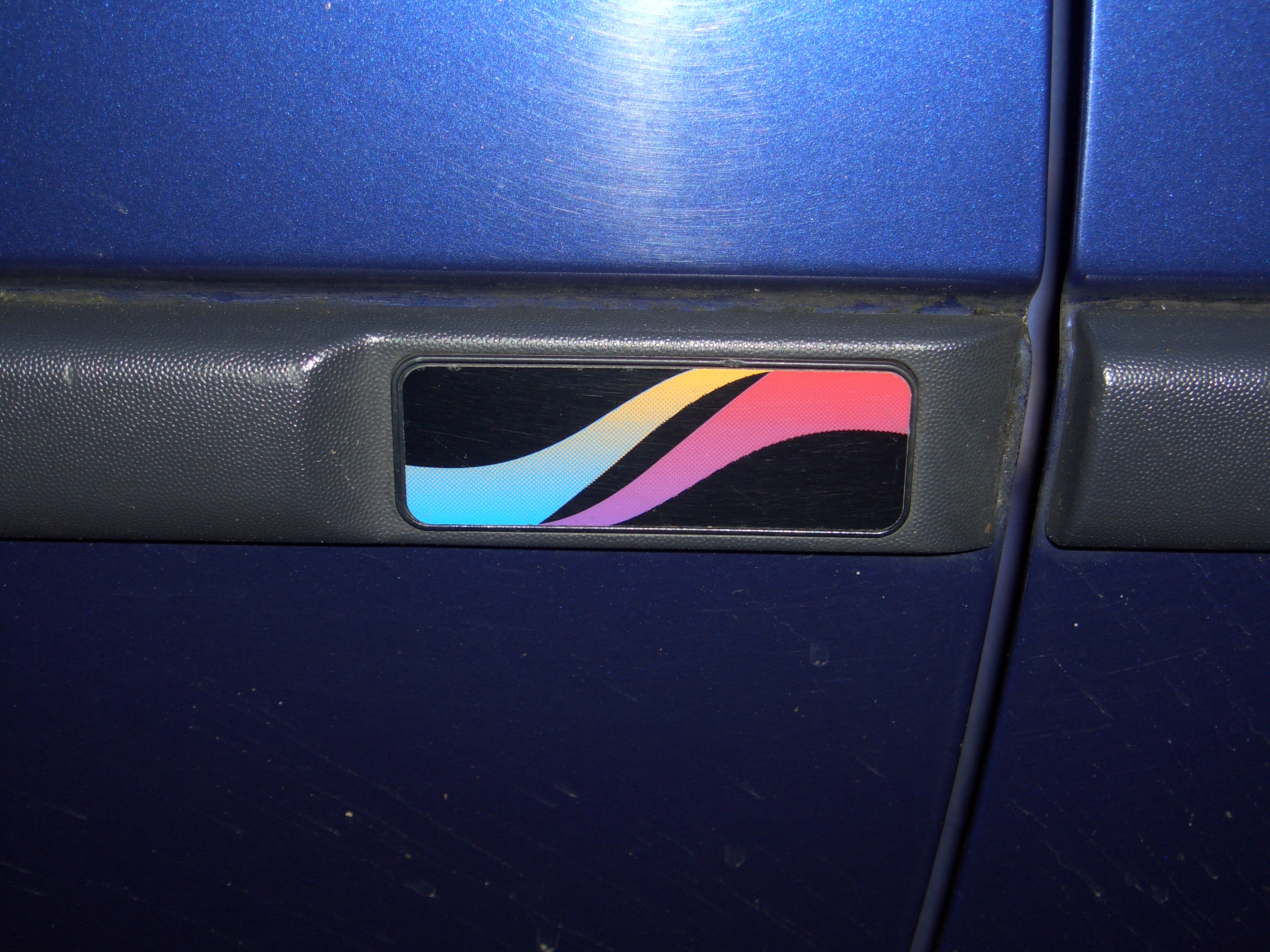
Opel Astra F Dream
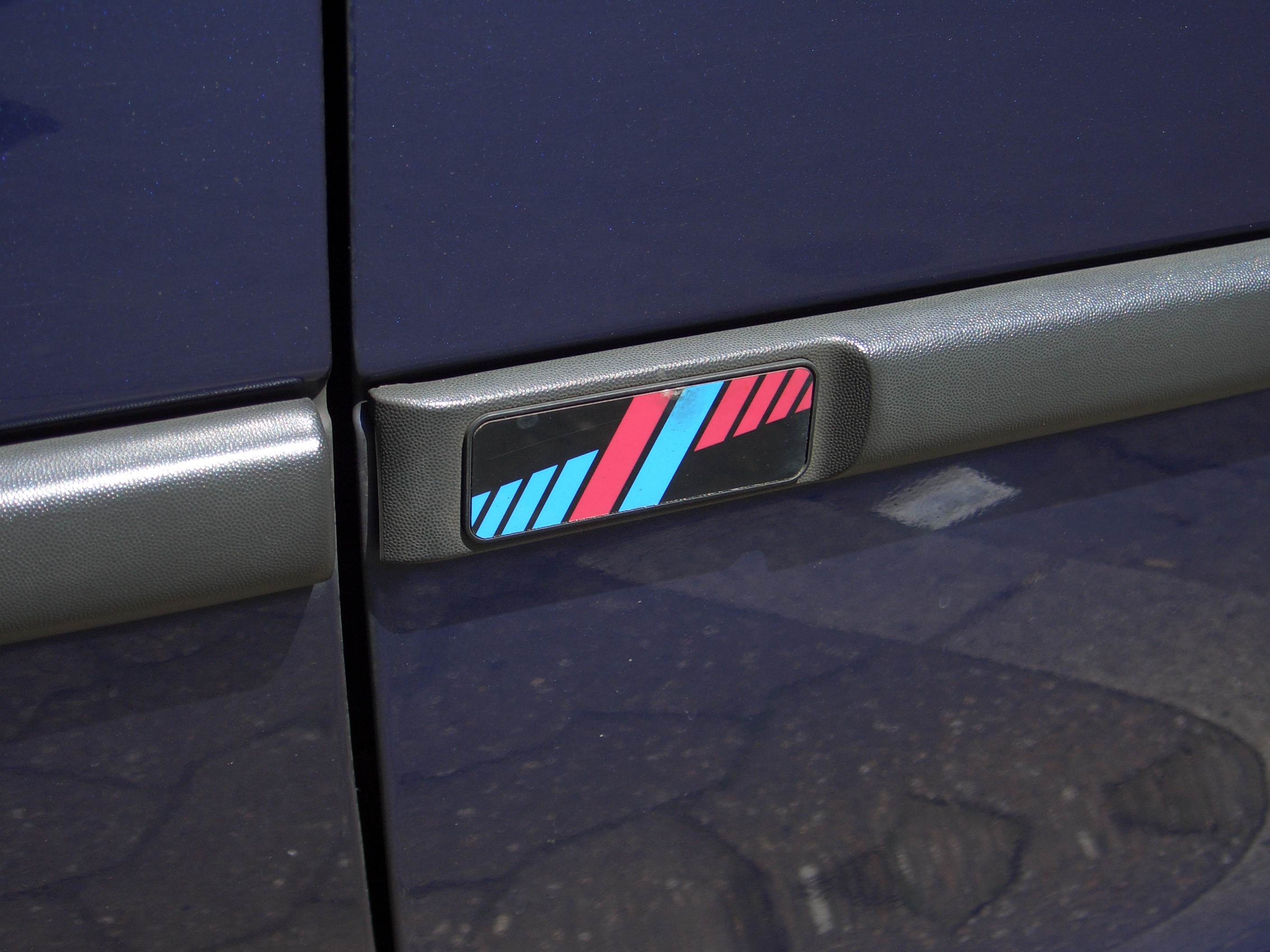
Opel Astra F Motion
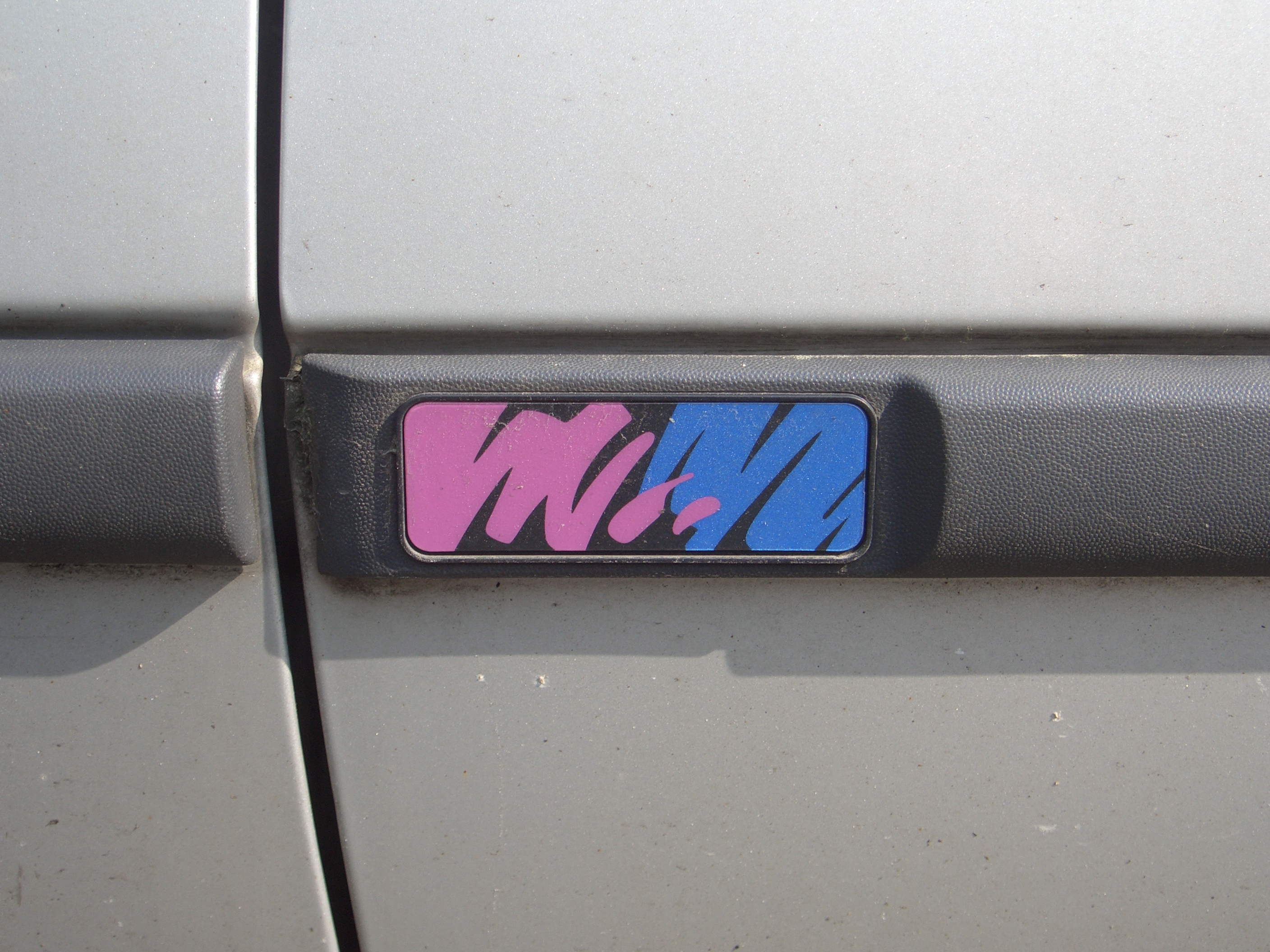
Opel Astra F Cool
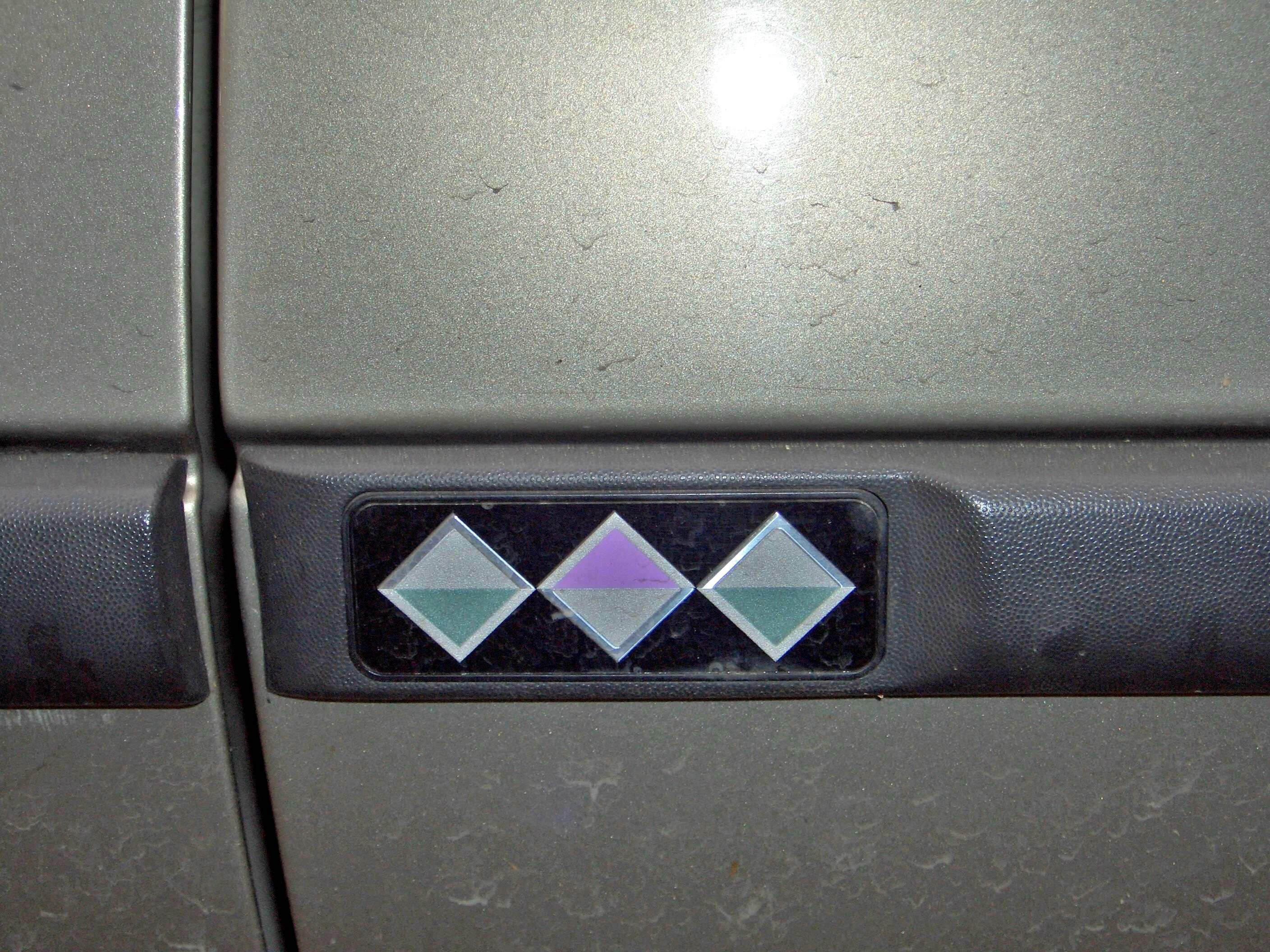
Opel Astra F Season
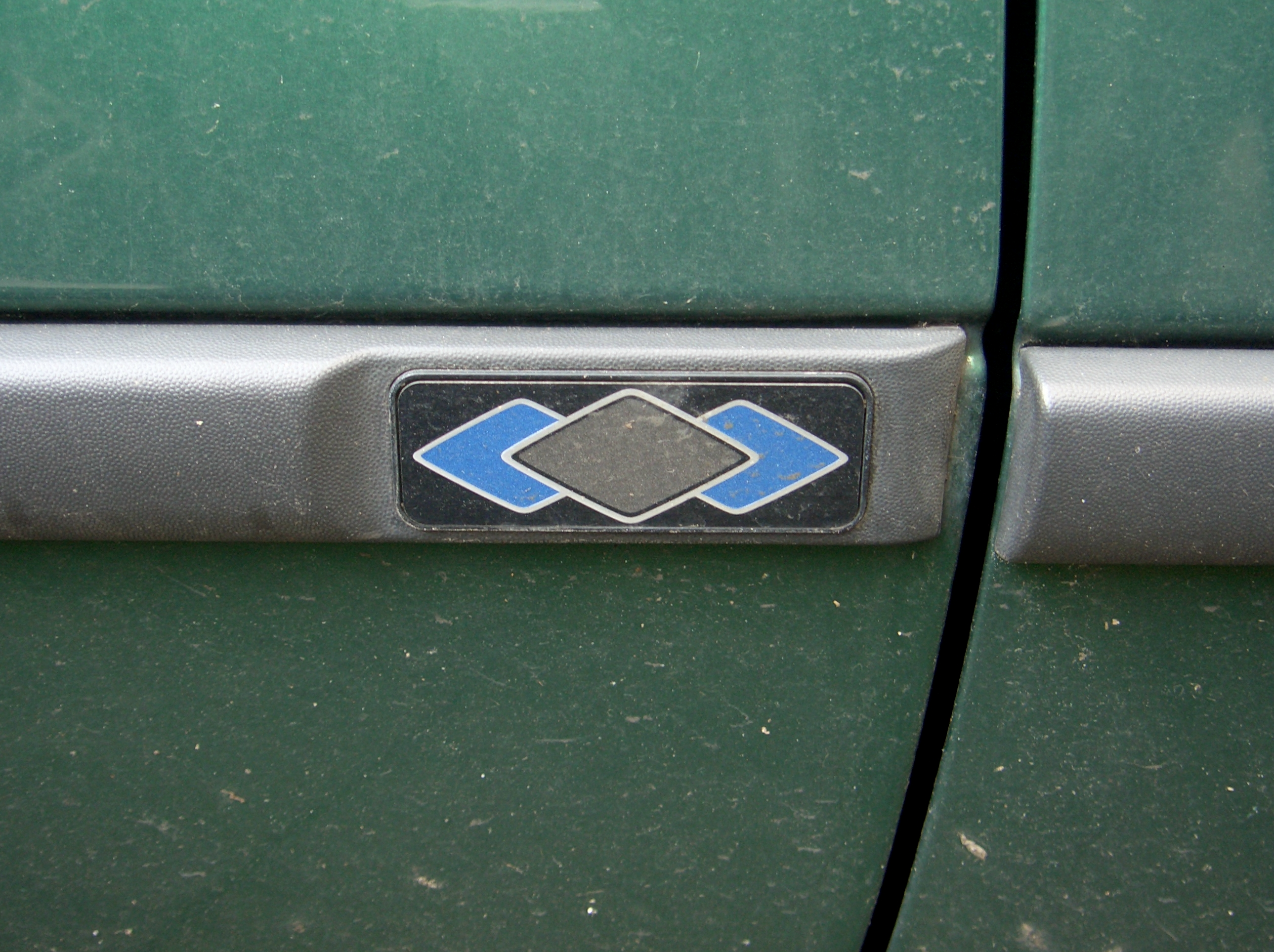
Opel Astra F Style

### Preise
| Astra                       | 1,4 (44 kW) | 1,6 (51 kW) | 1,6 16V (74 kW) | 1,8 16V (85 kW) | 2,0 16V (100 kW) | 2,0 16V (110 kW) | 1,7 D (50 kW) | 1,7 TD (60 kW) |
| --------------------------- | ----------- | ----------- | --------------- | --------------- | ---------------- | ---------------- | ------------- | -------------- |
| Astra GL 3-türig            | 22875,-DM   | 24470,-DM   | –               | –               | –                | –                | 24530,-DM     | 26340,-DM      |
| Astra GL 5-türig            | 23900,-DM   | 25495,-DM   | –               | –               | –                | –                | 25555,-DM     | 27365,-DM      |
| Astra GL 4-türig            | 25400,-DM   | 26305,-DM   | –               | –               | –                | –                | 26365,-DM     | 28390,-DM      |
| Astra GLS 5-türig           | 26300,-DM   | 27205,-DM   | 29165,-DM       | –               | –                | –                | 27265,-DM     | 29075,-DM      |
| Astra GLS 4-türig           | 27295,-DM   | 28200,-DM   | 30160,-DM       | –               | –                | –                | 28260,-DM     | 30070,-DM      |
| Astra CDX 5-türig           | –           | 30475,-DM   | 32435,-DM       | 34170,-DM       | 37455,-DM        | –                | –             | 32345,-DM      |
| Astra CDX 4-türig           | –           | 31470,-DM   | 33430,-DM       | 35165,-DM       | 38450,-DM        | –                | –             | 33340,-DM      |
| Astra Sport 3-türig         | –           | –           | 28800,-DM       | 30535,-DM       | –                | –                | –             | 28495,-DM      |
| Astra Sport 5-türig         | –           | –           | 29825,-DM       | 31560,-DM       | –                | –                | –             | 29520,-DM      |
| Astra GSi 3-türig           | –           | –           | –               | –               | 32310,-DM        | 35050,-DM        | –             | -              |
| Astra GSi 5-türig           | –           | –           | –               | –               | 33335,-DM        | 36075,-DM        | –             | -              |
| Astra Caravan GL 5-türig    | 25545,-DM   | 27140,-DM   | –               | –               | –                | –                | 27200,-DM     | 29010,-DM      |
| Astra Caravan Club 5-türig  | 27120,-DM   | 28715,-DM   | 30675,-DM       | –               | –                | –                | 28775,-DM     | 30585,-DM      |
| Astra Caravan CDX 5-türig   | –           | 32450,-DM   | 34410,-DM       | 36145,-DM       | 39430,-DM        | –                | –             | 34320,-DM      |
| Astra Caravan Sport 5-türig | –           | –           | 32385,-DM       | 34120,-DM       | –                | –                | –             | 32080,-DM      |
| Astra Caravan GSi 5-türig   | –           | –           | –               | –               | 36260,-DM        | 39000,-DM        | –             | -              |
| Astra Cabrio                | –           | 36330,-DM   | –               | 42470,-DM       | –                | –                | –             | -              |

| Astra                        | 1,6 (55 kW) | 1,8 16V (85 kW) | 1,7 TD (50 kW) |
| ---------------------------- | ----------- | --------------- | -------------- |
| Astra Lieferwagen 3-türig    | 25920,-DM   | –               | 25980,-DM      |
| Astra Cabrio                 | 36850,-DM   | –               | -              |
| Astra Cabrio Ambiente        | 38455,-DM   | –               | -              |
| Astra Cabrio Bertone Edition | 40900,-DM   | 44665,-DM       | -              |

| Astra                       | 1,4 (44 kW) | 1,6 (55 kW) | 1,6 16V (74 kW) | 1,8 16V (85 kW) | 2,0 16V (100 kW) | 1,7 TD (50 kW) | 1,7 TDS (60 kW) |
| --------------------------- | ----------- | ----------- | --------------- | --------------- | ---------------- | -------------- | --------------- |
| Astra 3-türig               | 23710,-DM   | 25335,-DM   | –               | –               | –                | 25395,-DM      | 27240,-DM       |
| Astra 5-türig               | 24750,-DM   | 26375,-DM   | –               | –               | –                | 26435,-DM      | 26280,-DM       |
| Astra 4-türig               | 26270,-DM   | 27190,-DM   | –               | –               | –                | 27250,-DM      | 29095,-DM       |
| Astra Caravan 5-türig       | 26415,-DM   | 28040,-DM   | –               | –               | –                | 28100,-DM      | 29945,-DM       |
| Astra Dream 3-türig         | 26175,-DM   | 27330,-DM   | 29330,-DM       | 31095,-DM       | –                | 27390,-DM      | 29015,-DM       |
| Astra Dream 5-türig         | 27570,-DM   | 28725,-DM   | 30725,-DM       | 32490,-DM       | –                | 28785,-DM      | 30410,-DM       |
| Astra Dream 4-türig         | 28620,-DM   | 29540,-DM   | 31540,-DM       | 33305,-DM       | –                | 29600,-DM      | 31225,-DM       |
| Astra Dream Caravan 5-türig | 28960,-DM   | 30115,-DM   | 32115,-DM       | 33880,-DM       | –                | 30175,-DM      | 31800,-DM       |
| Astra Motion 3-türig        | –           | 28250,-DM   | 30250,-DM       | 32015,-DM       | 33325,-DM        | –              | 29935,-DM       |
| Astra Motion 5-türig        | –           | 29290,-DM   | 31290,-DM       | 33055,-DM       | 34365,-DM        | –              | 30975,-DM       |
| Astra Caravan 5-türig       | –           | 31100,-DM   | 33100,-DM       | 34865,-DM       | 36175,-DM        | –              | 32785,-DM       |

| Astra                             | 1,4 (44 kW) | 1,6 (55 kW) | 1,6 16V (74 kW) | 1,8 16V (85 kW) | 2,0 16V (100 kW) | 1,7 TD (50 kW) | 1,7 TDS (60 kW) |
| --------------------------------- | ----------- | ----------- | --------------- | --------------- | ---------------- | -------------- | --------------- |
| Astra 3-türig                     | 24170,-DM   | 25830,-DM   | –               | –               | –                | 25890,-DM      | 27770,-DM       |
| Astra 3-türig Dream               | 26175,-DM   | 27330,-DM   | 29330,-DM       | 31095,-DM       | –                | 27390,-DM      | 29015,-DM       |
| Astra Cool Dream 3-türig          | –           | 27730,-DM   | 29730,-DM       | 31495,-DM       | –                | –              | -               |
| Astra Motion 3-türig              | –           | 28825,-DM   | 30865,-DM       | 32665,-DM       | 34000,-DM        | –              | 30540,-DM       |
| Astra Cool Motion 3-türig         | –           | 29235,-DM   | 31275,-DM       | 33075,-DM       | 34410,-DM        | –              | -               |
| Astra 5-türig                     | 25230,-DM   | 26890,-DM   | –               | –               | –                | 26950,-DM      | 28830,-DM       |
| Astra Dream 5-türig               | 27570,-DM   | 28725,-DM   | 30725,-DM       | 32490,-DM       | –                | 28785,-DM      | 30410,-DM       |
| Astra Cool Dream 5-türig          | –           | 29125,-DM   | 31125,-DM       | 32890,-DM       | –                | –              | -               |
| Astra Motion 5-türig              | –           | 29885,-DM   | 31925,-DM       | 33725,-DM       | 35060,-DM        | –              | 31600,-DM       |
| Astra Cool Motion 5-türig         | –           | 30295,-DM   | 32335,-DM       | 34135,-DM       | 35470,-DM        | –              | -               |
| Astra Style 5-türig               | –           | 30595,-DM   | 32635,-DM       | 34435,-DM       | 35770,-DM        | –              | -               |
| Astra 4-türig                     | 26780,-DM   | 27720,-DM   | –               | –               | –                | 27780,-DM      | 29660,-DM       |
| Astra Dream 4-türig               | 28620,-DM   | 29540,-DM   | 31540,-DM       | 33305,-DM       | –                | 29600,-DM      | 31225,-DM       |
| Astra Cool Dream 4-türig          | –           | 29940,-DM   | 31940,-DM       | 33705,-DM       | –                | –              | -               |
| Astra Style 4-türig               | –           | 31425,-DM   | 33465,-DM       | 35265,-DM       | 36600,-DM        | –              | -               |
| Astra Caravan 5-türig             | 26925,-DM   | 28585,-DM   | –               | –               | –                | 28645,-DM      | 30525,-DM       |
| Astra Caravan Dream 5-türig       | 28960,-DM   | 30115,-DM   | 32115,-DM       | 33880,-DM       | –                | 30175,-DM      | 31800,-DM       |
| Astra Caravan Cool Dream 5-türig  | –           | 30515,-DM   | 32515,-DM       | 34280,-DM       | –                | –              | -               |
| Astra Caravan Motion 5-türig      | –           | 31735,-DM   | 33775,-DM       | 35757,-DM       | 36910,-DM        | –              | 33450,-DM       |
| Astra Caravan Cool Motion 5-türig | –           | 32145,-DM   | 34185,-DM       | 35985,-DM       | 37320,-DM        | –              | -               |
| Astra Caravan Style 5-türig       | –           | 31920,-DM   | 33960,-DM       | 35760,-DM       | 37095,-DM        | –              | -               |
| Astra Cabrio                      | –           | 37565,-DM   | –               | –               | –                | –              | -               |
| Astra Cabrio Ambiente             | –           | 39240,-DM   | –               | –               | –                | –              | -               |
| Astra Cabrio Style                | –           | 41735,-DM   | –               | 45575,-DM       | –                | –              | -               |

| Astra                        | 1,4 (44 kW) | 1,6 (55 kW) | 1,6 16V (74 kW) | 1,8 16V (85 kW) | 2,0 16V (100 kW) | 1,7 TD (50 kW) | 1,7 TDS (60 kW) |
| ---------------------------- | ----------- | ----------- | --------------- | --------------- | ---------------- | -------------- | --------------- |
| Astra Cabrio                 | –           | 38.870,-DM  | –               | –               | –                | –              | -               |
| Astra Cabrio Ambiente        | –           | 40.350,-DM  | –               | –               | –                | –              | -               |
| Astra Cabrio Bertone Edition | –           | 42.900,-DM  | –               | 46.850,-DM      | –                | –              | -               |

| Astra                        | 1,4 (44 kW) | 1,6 (55 kW) | 1,6 16V (74 kW) | 1,8 16V (85 kW) | 2,0 16V (100 kW) | 1,7 TD (50 kW) | 1,7 TDS (60 kW) |
| ---------------------------- | ----------- | ----------- | --------------- | --------------- | ---------------- | -------------- | --------------- |
| Astra Cabrio                 | –           | 39.625,-DM  | –               | –               | –                | –              | -               |
| Astra Cabrio Ambiente        | –           | 41.135,-DM  | –               | –               | –                | –              | -               |
| Astra Cabrio Bertone Edition | –           | 43.730,-DM  | –               | 47.760,-DM      | –                | –              | -               |